# Pau Gasol
Pau Gasol Sáez (Barcelona, 6 de julio de 1980) es un exjugador español de baloncesto que disputó 18 temporadas en la NBA, donde fue dos veces campeón en 2009 y 2010, y otras tres en el F. C. Barcelona en la Liga ACB. Con 2,13 metros de altura jugaba en la posición de ala-pívot. Es ampliamente considerado como el mejor jugador español de todos los tiempos, entre los mejores europeos que han jugado en la NBA y uno de los jugadores FIBA más determinantes de la historia.
Pau se convirtió en el segundo español en jugar en la NBA tras Fernando Martín, siendo el primero en ser elegido para jugar un All-Star Game de la NBA (Houston 2006), en clasificarse para los playoffs (con Memphis Grizzlies en 2003-04), y en conseguir el campeonato de la NBA (en dos ocasiones con Los Angeles Lakers en 2009 y 2010). Además, fue el primer jugador no estadounidense en ser nombrado Rookie del Año de la NBA (en 2002).
Fue seleccionado en la tercera posición del Draft de la NBA de 2001 por Atlanta Hawks, pero sus derechos fueron traspasados a Memphis Grizzlies donde jugó seis temporadas y media. Al abandonar los Grizzlies poseía los récords de franquicia de más puntos anotados en total, partidos jugados, minutos jugados, tiros de campo anotados e intentados, tiros libres anotados e intentados, rebotes defensivos, rebotes ofensivos, rebotes totales, tapones y pérdidas. El 3 de febrero de 2008 Gasol fue traspasado a Los Angeles Lakers por Kwame Brown (número 1 del draft de 2001), Javaris Crittenton y Aaron McKie, dos primeras rondas de los drafts de 2008 y 2010 y los derechos que los Lakers tenían sobre su hermano Marc Gasol.
El 13 de mayo de 2009 fue elegido por primera vez en su carrera en un quinteto ideal de la NBA, concretamente en el tercer quinteto. En 2010 fue elegido por segunda vez para el tercer quinteto, y en 2011 y 2015 fue escogido en el segundo quinteto. Es uno de los cuatro únicos jugadores de la historia de la NBA con al menos 20 000 puntos, 11 000 rebotes, 3500 asistencias y 1900 tapones acumulados durante la temporada regular, junto a Kareem Abdul-Jabbar, Tim Duncan y Kevin Garnett.
En febrero de 2021, tras 18 temporadas en la NBA, y después de casi un año y medio sin jugar, decide regresar al FC Barcelona, para preparase de cara a los Juegos Olímpicos de Tokio, el que sería su último torneo como profesional. El 4 de agosto, fue elegido para formar parte de la Comisión de Atletas del Comité Olímpico Internacional.
El 5 de octubre de 2021 anunció su retirada como jugador profesional y, el 19 del mismo mes, el Consejo de Ministros de España, aprobó la adjudicación de la Gran Cruz de la Real Orden del Mérito Deportivo, siendo el mayor honor al que puede aspirar un deportista en España, y que le fue entregada en junio de 2022. El 30 de noviembre de 2021, el Govern de Catalunya le distingue con la Creu de Sant Jordi, una de la máximas distinciones catalanas, que se le hace entrega también en junio del año siguiente. En marzo de 2022, la revista Gigantes del basket, le otorgó el ‘Gigante Leyenda’, durante la gala número 34 de los Premios Gigantes del Basket.
En julio de 2022 se une a la junta directiva de la Overtime Elite, un nuevo proyecto de desarrollo de jugadores en Atlanta (Georgia).
El 7 de marzo de 2023 Los Angeles Lakers retiraron su dorsal #16.

## Trayectoria deportiva

### España
Empezó a jugar al baloncesto en las categorías escolares de su colegio, llamado Col·legi Llor, de ahí fichó por el CB Cornellà que en esa época hacía funciones de cantera del FC Barcelona, donde ya le empezó a resultar más difícil compaginar estudios y deporte de élite. En Cornellá y con 1,85 de altura, hacía las veces de base, lo cual sirve para entender el magnífico control de la pelota que posee el santboiano.
En la temporada 1997-98, con 16 años, Gasol ingresó en el FC Barcelona, equipo con el que se proclamó Campeón de España Junior. Desde entonces, Pau comenzaba a ser partícipe de las convocatorias con la selección española en categorías inferiores.
En 1998 la selección se hace con el campeonato de Europa Juvenil y el trofeo Albert Schweitzer. En ambos campeonatos Pau llamó la atención de varias universidades estadounidenses, que le ofrecieron becas para que estudiara y jugara al baloncesto en Estados Unidos. Lo más curioso de todo es que Pau no contaba con demasiados minutos, pero su altura, envergadura y coordinación fue lo que llamó la atención de los ojeadores. Sin embargo, y pese a que la propuesta seducía al español, Pau desestimó la idea para intentar triunfar en España. Un hombre importante en esa decisión fue Joan Montes, quien le aseguró su ayuda para crecer a todos los niveles en el club. Gasol debutó en la Liga ACB el 17 de enero de 1999 frente al Cáceres C.B. que jugaba como local y que venció al FC Barcelona por 92-78 en un encuentro disputado en el Pabellón V Centenario. Jugó 3 partidos más con el primer equipo, el resto lo pasó con el equipo de Liga EBA.

#### FC Barcelona (1999-2001)
En la temporada 1999-00 subió definitivamente al equipo de Liga ACB pero sin gozar de excesivo protagonismo, todo lo contrario que en la 2000-01, temporada en la que Gasol tuvo que suplir al lesionado Rony Seikaly, fichaje estrella del Barça. Su irrupción total tiene dos puntos claves: los playoffs de la Liga ACB y la Copa del Rey de Málaga en marzo de 2001. En ambos campeonatos logró el título (era su segunda temporada ACB) y el MVP. Sin embargo, el equipo no pudo luchar por la Euroliga tras caer ante la Benetton Treviso en un encuentro donde Gasol no pudo jugar por una inoportuna apendicitis.
Promediaría 11,3 puntos y 5,2 rebotes en 23,8 minutos de liga regular. Con el interés de varias franquicias NBA tras él, Gasol se declaró elegible para el Draft de la NBA de 2001 tras alzarse con el doblete y, posteriormente, lograr la medalla de bronce en verano durante el Eurobasket de Turquía.

### NBA

#### Memphis Grizzlies (2001-2008)
Temporada 2001-02

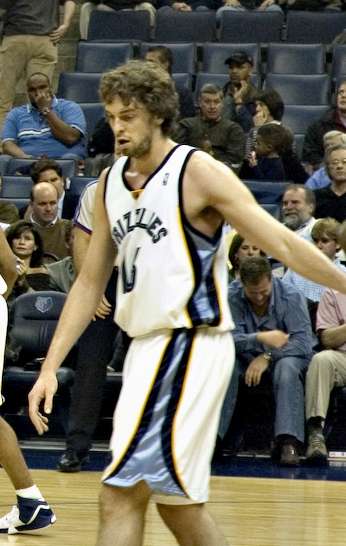
Gasol, con la camiseta de los Grizzlies en 2007.

Los pronósticos del draft le colocaban entre las elecciones 10 y 15, por lo que la opción que más fuerza cobraba era la de quedarse un año más en Barcelona ya que el no salir entre los 10 primeros suponía un impedimento económico al no poder rescindir su contrato. Sin embargo, Pau fue elegido por Atlanta Hawks en el puesto 3 del draft de 2001, convirtiéndose en el primer jugador no formado en Estados Unidos elegido en el número más alto del draft en aquel momento (posteriormente lo superarían Yao Ming, Darko Miličić y Andrea Bargnani). Instantes después a su elección, Gasol fue traspasado junto con Lorenzen Wright y Brevin Knight a Memphis Grizzlies a cambio de los derechos del entonces jugador franquicia Shareef Abdur-Rahim y la elección 27 en el draft de 2001, Jamaal Tinsley. Su presentación oficial tuvo lugar el 1 de octubre de 2001 con el 16 a la espalda.
En su primera temporada debutó ante Detroit Pistons, el 1 de noviembre, consiguiendo sus primeros dos puntos tras asistencia de Jason Williams y un mate posterior. Acabó anotando 4 puntos. Una lesión de Stromile Swift en el cuarto partido permitió que Pau fuera titular ante Phoenix Suns, yéndose hasta los 27 puntos; desde entonces no perdería la titularidad en el equipo.
Sus promedios en su primera temporada se saldaron con 17,6 puntos, 8,9 rebotes, 2,7 asistencias y 2,06 tapones en 82 partidos, único jugador del equipo en disputar todos los partidos de liga. Números que le valieron para conseguir el premio de Rookie del Año por unanimidad tras alzarse con el premio de mejor novato en los meses de noviembre, enero y marzo. Obviamente, fue también incluido en el Mejor Quinteto de Rookies. Lideró a los novatos en puntos, rebotes, tapones y porcentajes de tiro. Fue el máximo anotador del equipo en 37 ocasiones, y el máximo reboteador en 43, anotando en dobles dígitos en 72 de los 82 partidos, incluyendo 30 partidos con más de 20 puntos y 3 con más de 30. Fue partícipe del espectáculo del All Star jugando el Rookie Challenge, donde aportó en la victoria de los novatos con 10 puntos y 7 rebotes.
Su mejor actuación llegó el 5 de abril de 2002 con 32 puntos (tope en puntos en esa temporada) y 14 rebotes ante Houston Rockets, contra quienes estuvo a punto de firmar su primer triple-doble en ese mismo mes con 18 puntos, 11 rebotes y 8 asistencias. Su máximo reboteador estuvo en 17, frente a Orlando Magic. Para la historia también quedó un espectacular mate ante su jugador favorito, Kevin Garnett, quien una jugada antes le había retado aplaudiéndole en la cara tras superarle. Toda La Pirámide se puso en pie a aplaudir alocadamente al español pese a que el partido estaba sentenciado para los Grizzlies.
El equipo logró un balance de 23-59 en una temporada de transición. La desgracia también se cebó con los Grizzlies, que vieron caer a dos jugadores en los que había grandes esperanzas depositadas: Bryant Reeves y Michael Dickerson. Víctimas de lesiones eternas, anunciaron su retirada del baloncesto profesional.
Temporada 2002-03
En la temporada 2002-03 mejoró ligeramente sus prestaciones individuales con 19 puntos, 8,8 rebotes y 2,8 asistencias, pero curiosamente jugó casi un minuto menos de media, debido a la política de rotaciones que siguió el nuevo entrenador Hubie Brown tras haber sido despedido Sidney Lowe con el equipo 0-8.
Un año más, fue el único Grizzlie en no perderse ni un partido. Acabó 9.º en porcentaje de tiro en la liga (51%), 10.º en doble-dobles (32), 12.º en rebotes (8,8), 14.º en tapones (1,8) y 30.º en anotación (19 de media). Promedió 22,8 puntos, 10,8 rebotes y 2,5 tapones en el mes de enero, igualando su récord en puntos en hasta 3 ocasiones, frente a New York Knicks, Philadelphia 76ers y Toronto Raptors. En rebotes lo igualó en 4 ocasiones, y en tapones solamente una, igualando sus 7. Participó, nuevamente, en el encuentro entre novatos y sophomores del All Star de 2003, mejorando en esta ocasión con 17 puntos y 11 rebotes. Posiblemente su mejor partido aquel año lo cuajara ante Boston Celtics el 3 de marzo de 2003 con 23 puntos y 17 rebotes.
El equipo volvió a naufragar con 28 victorias y 54 derrotas, pero el rumbo de la franquicia cambiaría radicalmente a partir del siguiente año.
Temporada 2003-04
En la 2003-04 el equipo accedió por primera vez en su historia a los playoffs, gracias a un 50-32 en liga regular. Con la política de Brown como principal atenuante, Pau disminuyó sus minutos considerablemente (de 36 pasó a jugar 31,5) y por ende, sus promedios, 17,7 puntos, 7,7 rebotes y 2,5 asistencias. A pesar de ello, lideró al equipo en anotación, rebotes y tapones. Se perdió su primer encuentro en la NBA el 5 de abril de 2004 por una lesión en el pie, poniendo fin a la racha de 240 partidos consecutivos en pista, 6.ª mejor racha de la liga. Superó su récord en anotación, rebotes y tapones. En puntos ante Cleveland Cavaliers con 37, el 29 de noviembre de 2003, en rebotes con 18 ante Los Angeles Clippers e igualó un récord de la franquicia con 8 tapones, conseguidos ante Phoenix Suns, además de anotar aquella noche 17 puntos, capturar 10 rebotes y repartir 5 asistencias. Logró alcanzar los 3000 puntos el 31 de octubre de 2003 ante Boston Celtics, y los 1500 rebotes el 12 de noviembre de 2003 frente a Orlando Magic.
En playoffs cayeron por 4-0 ante San Antonio Spurs en 1.ª ronda, con unos números de Pau insuficientes, 18,5 puntos, 5 rebotes y 2,5 asistencias.
Temporada 2004-05
La temporada 2004-05 comenzó con la renovación de Gasol. El 30 de septiembre de 2004 Memphis reconoció el gran trabajo de Pau ampliando su contrato hasta la temporada 2010-11. Gasol acababa su contrato rookie con los Grizzlies en junio de 2005, pero se firmó una ampliación por el máximo por la cual pasaría a cobrar unos 86 millones de dólares por los siguientes seis años.
Por segundo año consecutivo, el equipo alcanzaba los playoffs tras un balance de 45-37, en una temporada por la cual pasaron hasta tres entrenadores por el banquillo de los Grizzlies. Brown se tuvo que retirar con 5-7 por problemas de salud, siendo sustituido por Lionel Hollins, un interino de la franquicia que estuvo al cargo del equipo hasta que se fichó a Mike Fratello, con quien el equipo se disparó con 40 triunfos y 26 derrotas. El nuevo técnico de la franquicia era un entrenador cuyo éxito basaba en la defensa, las posesiones largas y el básquet-control, aspectos que no favorecían al lucimiento personal de Gasol pero daban resultados. En 32 minutos de media estuvo en 17,8 puntos, 7,3 rebotes y 2,4 asistencias, mejorando sus prestaciones en postemporada con 21,3 puntos, 7,5 rebotes y 2,5 asistencias en 33,3 minutos, aunque consiguiendo el mismo resultado, 4-0, esta vez frente a Phoenix Suns.
Fue elegido jugador de la semana en la Conferencia Oeste del 27 de diciembre al 2 de enero, tras firmar 23,6 puntos, 7,7 rebotes, 3,3 asistencias y 1,3 tapones. Jugó su mejor partido de la temporada frente a los Sixers con 34 puntos, 15 rebotes, 2 asistencias, 3 tapones y 1 robo. Aquella temporada, Pau tendría su primera lesión seria en la NBA, una fascitis plantar que le obligaría a perderse 23 partidos. Eso fue el 25 de enero de 2005, a finales de noviembre, una torcedura de tobillo le haría perderse 3 encuentros. El 12 de noviembre ante Golden State Warriors igualaría un récord de la franquicia de 5 tapones en una primera parte. El 11 de enero ante Indiana Pacers anotó 31 puntos y 4 tapones alcanzando la cifra de 5000 puntos y 500 tapones en su carrera.
Temporada 2005-06
En la temporada 2005-06, Gasol disputó el All-Star Game de la NBA en Houston, siendo el primer español y el primer jugador de los Grizzlies en conseguirlo, y logrando ser el máximo reboteador del partido con 12 rebotes.
Alcanzó por tercera vez consecutiva los playoffs, pero el equipo seguía yéndose de vacío, cayendo esta vez en manos de Dallas Mavericks por 4-0 por tercera vez consecutiva. En 39,5 minutos Pau se fue hasta los 20,3 puntos, 6,8 rebotes y 3 asistencias.
En temporada regular por fin alcanzó la barrera de los 20 puntos, con 20,4, además de 8,9 rebotes y 4,6 asistencias en 39,2 minutos, una cantidad que se ajustaba más a lo que su protagonismo en el equipo reclamaba. Lideró al equipo en puntos en 40 ocasiones, 44 en rebotes, 39 en asistencias y 49 en tapones. Acabó el 19.º en la liga en puntos, 17.º en rebotes, 13.º en tapones y 11.º en minutos. Superó su récord personal de puntos frente a Seattle Supersonics el 28 de marzo de 2006 con 44, y firmó su primer triple-doble también frente a los Sonics con 21 puntos, 12 rebotes y 12 asistencias. Fue nombrado jugador de la semana en la Conferencia Oeste en dos ocasiones. Además, se convirtió en el máximo reboteador en la historia de la franquicia superando los 3072 que lideraban dicho apartado. Uno de sus partidos más recordados esa temporada es el que le enfrentó a Dirk Nowitzki, ganándole la partida con 36 puntos, 15 rebotes y 5 asistencias. Anotó canastas ganadoras en la bocina frente a Golden State Warriors y Atlanta Hawks.
Temporada 2006-07

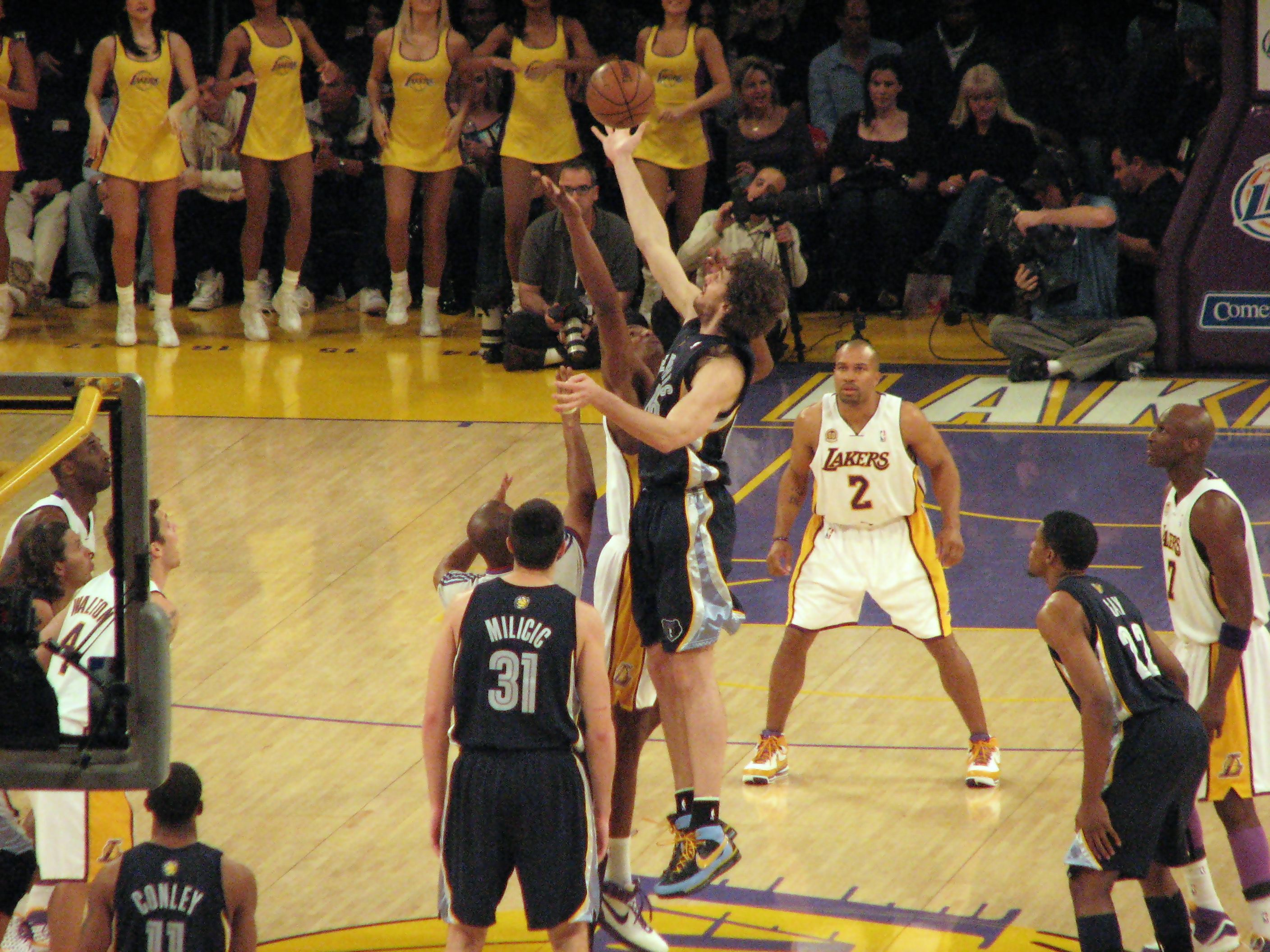
Gasol ante L.A.Lakers, pocos días antes de su traspaso en enero de 2008.

Gasol tuvo que perderse el inicio de temporada (23 partidos) debido a la lesión que sufrió en las semifinales del Mundial de Japón frente a Argentina. Tras su regreso, mejoró especialmente en la faceta reboteadora, donde crecieron sustancialmente sus promedios. Acabó la temporada con 20,8 puntos, 9,8 rebotes, 3,4 asistencias y 2,1 tapones, la mejor a nivel individual pero empañada por la mala actuación del conjunto, 22 victorias y 60 derrotas.
El equipo destituyó a Mike Fratello y con Tony Barone el equipo jugó más al ataque, pese a no obtener resultados. En el mes de diciembre, Gasol promedió más de 17 puntos. En enero firmó 21,9 puntos, 10,7 rebotes, 3,4 asistencias y 2,7 tapones; en febrero 21,8 puntos, 11,8 rebotes, 3,6 asistencias y 2,4 tapones; en marzo 21,7 puntos, 10,2 rebotes, 3,5 asistencias y 2 tapones; en abril 20,4 puntos, 11,1 rebotes, 4,4 asistencias y 2 tapones. Cuajó su mejor encuentro, y tope del año suyo en anotación frente a Los Angeles Lakers el 22 de marzo con 35 puntos y 15 rebotes.
En el partido que le enfrentó a Toronto Raptors el 7 de marzo de 2007, Gasol necesitaba nueve puntos para superar la marca de 7801 puntos que ostentaba Shareef Abdur-Rahim y convertirse así, en el máximo anotador en la historia de los Grizzlies. Finalizó el partido con 16 puntos y sus compatriotas José Manuel Calderón y Jorge Garbajosa fueron testigos de aquel histórico partido.
Durante esta temporada su nombre salió a la palestra en un hipotético traspaso. Gasol quería salir de un equipo anclado y sin aspiraciones a uno donde poder optar al anillo, y en el mercado existían muchos equipos que suspiraban por el español. No obstante, las exigentes pretensiones de Jerry West dificultaron el acuerdo. El equipo que más insistió fue Chicago Bulls, pero West pedía a Ben Gordon, Kirk Hinrich y Luol Deng, exigencias a las que los Bulls se negaron. Boston Celtics y New Jersey Nets, entre otros, fueron algunos de las franquicias de las que se hablaron.
Temporada 2007-08
La llegada de un nuevo entrenador a la franquicia, Marc Iavaroni, propició un cambio radical en la forma de entender el juego y en los roles de los jugadores, proporcionando mayor protagonismo a Rudy Gay en detrimento de un Gasol cada vez más infravalorado. Se iba cocinando el rumor de un traspaso para el español.

#### Los Angeles Lakers (2008-2014)
Temporada 2007-08

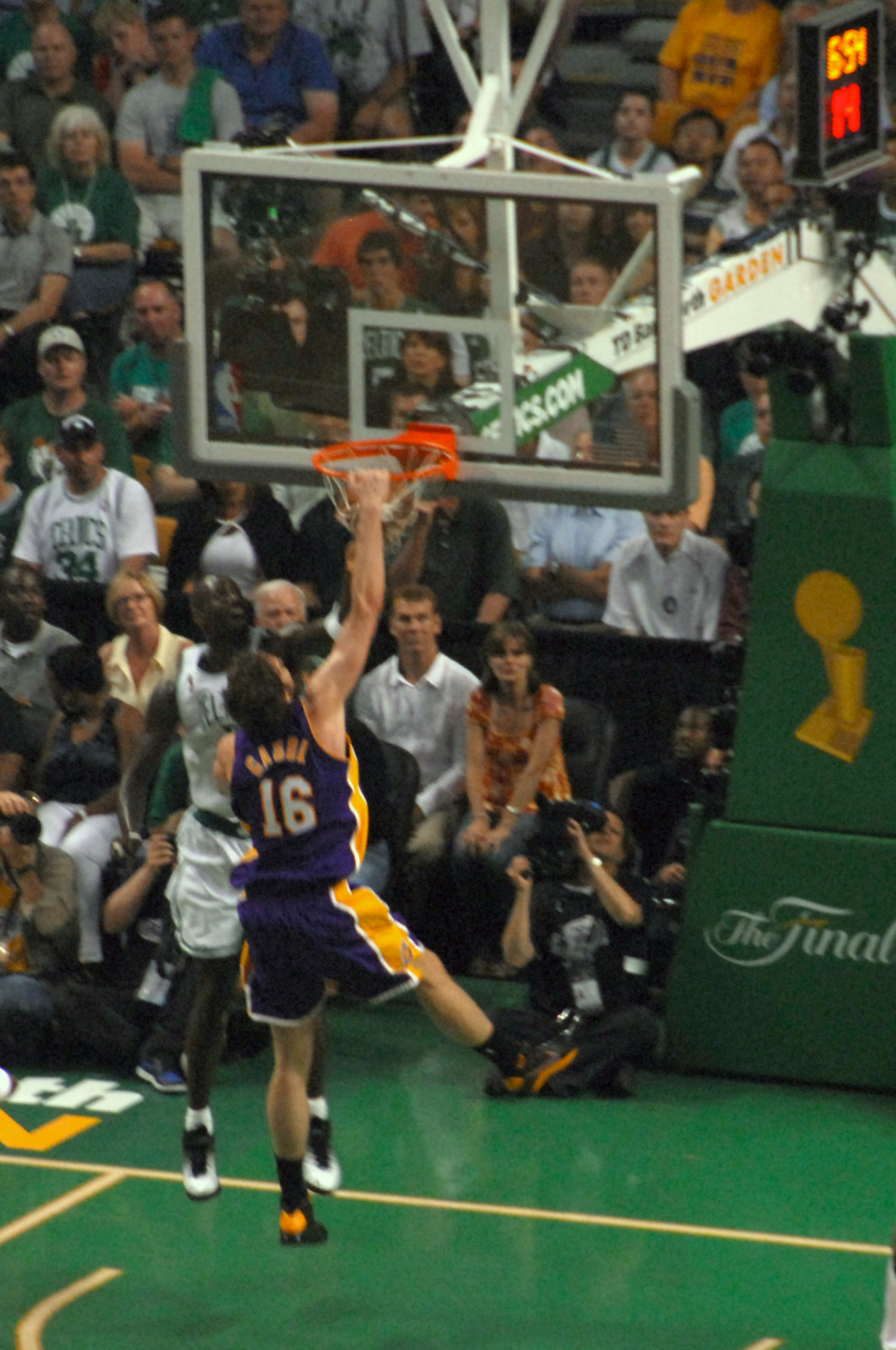
Mate de Gasol con los Lakers en los playoffs de 2008.

Finalmente, el 1 de febrero de 2008 es traspasado a Los Angeles Lakers a cambio de Kwame Brown (número 1 del draft de 2001), el rookie Javaris Crittenton, Aaron McKie, y además, los derechos sobre su hermano Marc Gasol y dos primeras rondas del draft de 2008 y 2010. Realizó su debut con Los Angeles Lakers el 5 de febrero en el Izod Center contra New Jersey Nets, donde culminó una magnífica actuación con 24 puntos, 12 rebotes y 4 asistencias. Tras el partido, su nuevo compañero Kobe Bryant declaró que "Pau Gasol es increíble". Desde la llegada de Pau al equipo angelino, Los Angeles Lakers encadenaron una racha de 29 victorias en 37 partidos, con un balance de 22 victorias y 5 derrotas con Gasol en el equipo titular, ya que se perdió 10 partidos por culpa de un esguince de tobillo. Al final de la temporada regular, Gasol hizo historia al convertirse en el primer español que finaliza la temporada al frente de una conferencia. Sus números al finalizar la temporada fueron de 18,9 puntos, 8,4 rebotes, 3,2 asistencias y 1,5 tapones, combinando su estancia en Memphis y Los Ángeles, donde estadísticamente ofreció números muy similares.
Su emparejamiento en primera ronda de playoffs enfrentó a los Lakers con Denver Nuggets, a quien vencieron por un contundente 4-0. Gasol fue el protagonista del primer encuentro, al convertirse en el máximo anotador, reboteador, asistente y taponador del partido con 36 puntos, 16 rebotes, 8 asistencias y 3 tapones, respectivamente. Sus promedios durante la serie fueron de 22,3 puntos, 9 rebotes, 5 asistencias y 2,8 tapones.
En Semifinales de Conferencia el rival fue Utah Jazz. Los Lakers se adelantaron 2-0 en la serie, y tras dos victorias de los Jazz en casa, los californianos remataron la eliminatoria ganando un partido en Los Ángeles y otro en Utah para colocar el definitivo 4-2 y acceder a las Finales de Conferencia. En ellas, batieron a San Antonio Spurs en cinco partidos, convirtiéndose Gasol en el primer español en llegar a unas Finales de la NBA. En el último encuentro de la serie ante los Spurs, el español batió su récord personal de rebotes en un partido tras capturar 19.
Gasol acabó los playoffs como segundo máximo anotador (16,9), reboteador (9,3) y asistente (4) de los Lakers. Además fue el mejor taponador del equipo (1,90 tapones por partido) y el jugador, empatado con Lamar Odom, que más dobles-dobles consiguió en la postemporada para los angelinos (10).
Temporada 2008-09

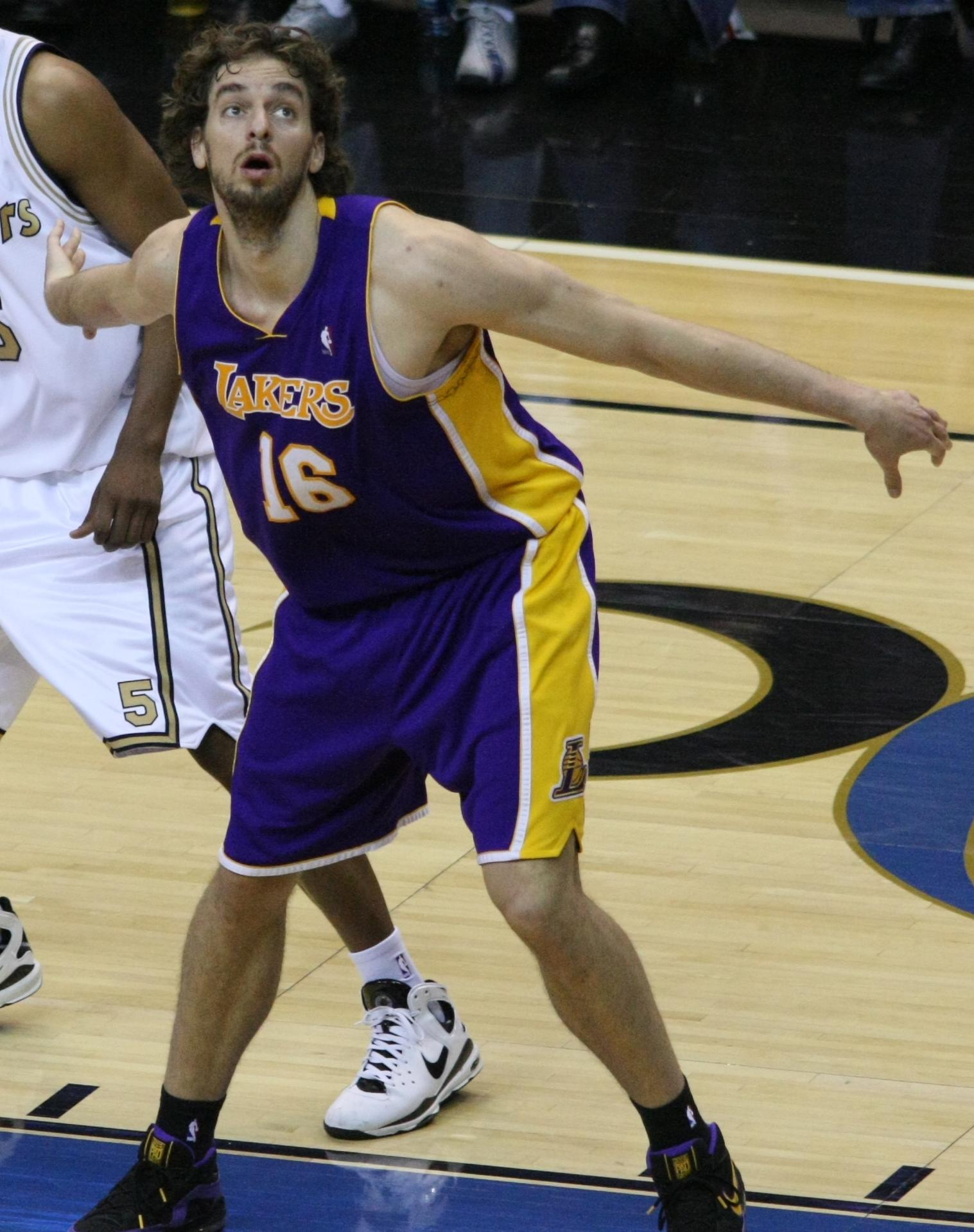
Gasol con los Lakers en 2008.

La temporada 2008-09 fue la de la llegada de Marc Gasol a la NBA, lo que propició que cuando se había disputado aproximadamente un tercio de la misma se produjera el primer enfrentamiento en partido oficial de los dos hermanos. El choque se disputó en el FedExForum de Memphis y se trató además de un encuentro histórico ya que supuso que por primera vez que dos hermanos no estadounidenses midieran sus fuerzas en una cancha de la NBA.
El 2 de enero de 2009 superó la marca de los 10 000 puntos a lo largo de su carrera en un partido disputado ante Utah Jazz convirtiéndose así en el segundo jugador europeo que menos tiempo habría necesitado para alcanzar dicha cifra, solo superado por el alemán Dirk Nowitzki.
El 29 de enero, la NBA hizo pública la lista de jugadores que completarían las plantillas participantes en el All Star de Phoenix con la noticia de que Pau Gasol formaría parte del equipo de la Conferencia Oeste, con lo que se confirmaba que el español disputaría por segunda vez el evento tras su experiencia en el 2006.
Este reconocimiento se reforzó al ser elegido jugador de la semana en la Conferencia Oeste del 2 de febrero al 8 de febrero, tras promediar 26 puntos y 13,9 rebotes. Dos semanas después repitió galardón con promedios de 20,3 puntos, 10,8 rebotes, 6,5 asistencias y 1 tapón. Su mejor aportación fue el triple doble que logró ante los Atlanta Hawks con 12 puntos, 13 rebotes y 10 asistencias. Estas actuaciones le valieron en el mes de febrero de 2009 su primera designación como Mejor Jugador del Mes en la Conferencia Oeste. En ese mes, Pau promedió 20,9 puntos, con una efectividad del 58,6% en tiros de campo, y 10,9 rebotes.
En el All Star de Phoenix Gasol firmó 14 puntos y 8 rebotes, ayudando en la victoria del Oeste sobre el Este, 146-119.
La madrugada del lunes 15 de junio de 2009, Pau Gasol se convierte en el primer español que logra el anillo de la NBA con Los Angeles Lakers, tras derrotar en el quinto partido de la serie final a Orlando Magic. La final se decide por un global de 4-1. En el quinto y definitivo partido Pau anota 14 puntos, captura 15 rebotes y 4 tapones.
Temporada 2009-10
El 24 de diciembre de 2009 Gasol firma una extensión de contrato de 3 años con los Lakers por $64,7 millones.
Gasol disputa su tercer All-Star como reserva de la conferencia Oeste y finaliza la temporada regular con medias de 18,3 puntos, 11,3 rebotes, 3,4 asistencias y 1,7 tapones en 65 partidos, tras dos lesiones musculares en la primera parte de la temporada. En el sexto partido de la primera ronda, Gasol consiguió 18 rebotes y la canasta definitiva en el último segundo para eliminar a Oklahoma City Thunder. En las semifinales de conferencia contra Utah Jazz, promedió 23,5 puntos y 14,5 rebotes. En el séptimo partido de las finales de la NBA, Gasol anotó 19 puntos, capturó 18 rebotes y puso dos tapones, proclamándose por segunda vez y de manera consecutiva, campeón de la NBA con Los Angeles Lakers.
Temporada 2010-11
En dicha temporada, Gasol hizo unos muy buenos promedios en temporada regular, anotando 18,8 puntos, capturando 10,2 rebotes y repartiendo 3,3 asistencias disputando los 82 partidos. Tras un inicio de temporada a un nivel magistral en el que se puede considerar que tomó las riendas del equipo e incluso se perfiló como firme candidato a MVP, Pau bajó sus números a mitad de temporada, relegando el papel principal del equipo a Kobe Bryant. En febrero de 2011 disputó su cuarto All-Star, en el que firmó su mejor actuación con 17 puntos y 7 rebotes, jugando los minutos decisivos del partido, que acabó con la victoria final de su conferencia. El final de la temporada regular acabó con Los Angeles Lakers acreditándose la 2.ª mejor marca de la conferencia oeste (57-25) y otro año más se disponían a luchar por el título. En primera ronda se enfrentaron a los New Orleans Hornets, rival al que eliminaron tras 6 partidos (4-2). Ya en semifinales de conferencia, se enfrentaron a los Dallas Mavericks, futuros campeones de la NBA. En esta serie, los Lakers fueron ampliamente superados por los Mavericks, cayendo eliminados por un resultado de 4-0. El nivel del equipo fue muy inferior al esperado y Pau, al ser una pieza clave del mismo, fue duramente criticado tanto por su actuación en el duelo particular que libró con la estrella de los Mavericks, Dirk Nowitzki, como por su participación general en el devenir del equipo.
Temporada 2011-12
En esta temporada destacó Gasol por su liderazgo al frente del equipo durante la lesión de Kobe Bryant en los primeros meses de la temporada, si bien fue el blanco de las críticas de parte del público por un bajón de sus estadísticas durante los play-off, donde fueron eliminados por Oklahoma City Thunder.
El 18 de mayo de 2012, antes del tercer partido contra Oklahoma en la semifinal de la conferencia Oeste, fue galardonado con el premio J. Walter Kennedy al Mejor Ciudadano de la NBA, por su colaboración en diversas obras sociales y benéficas.
En julio de 2012, tras la lesión y la retirada de los JJ. OO. de Londres de Rafael Nadal, es designado por el Comité Olímpico Español (COE) como abanderado de España en estos mismos juegos, donde se colgará su segunda medalla de plata.
Temporada 2012-13

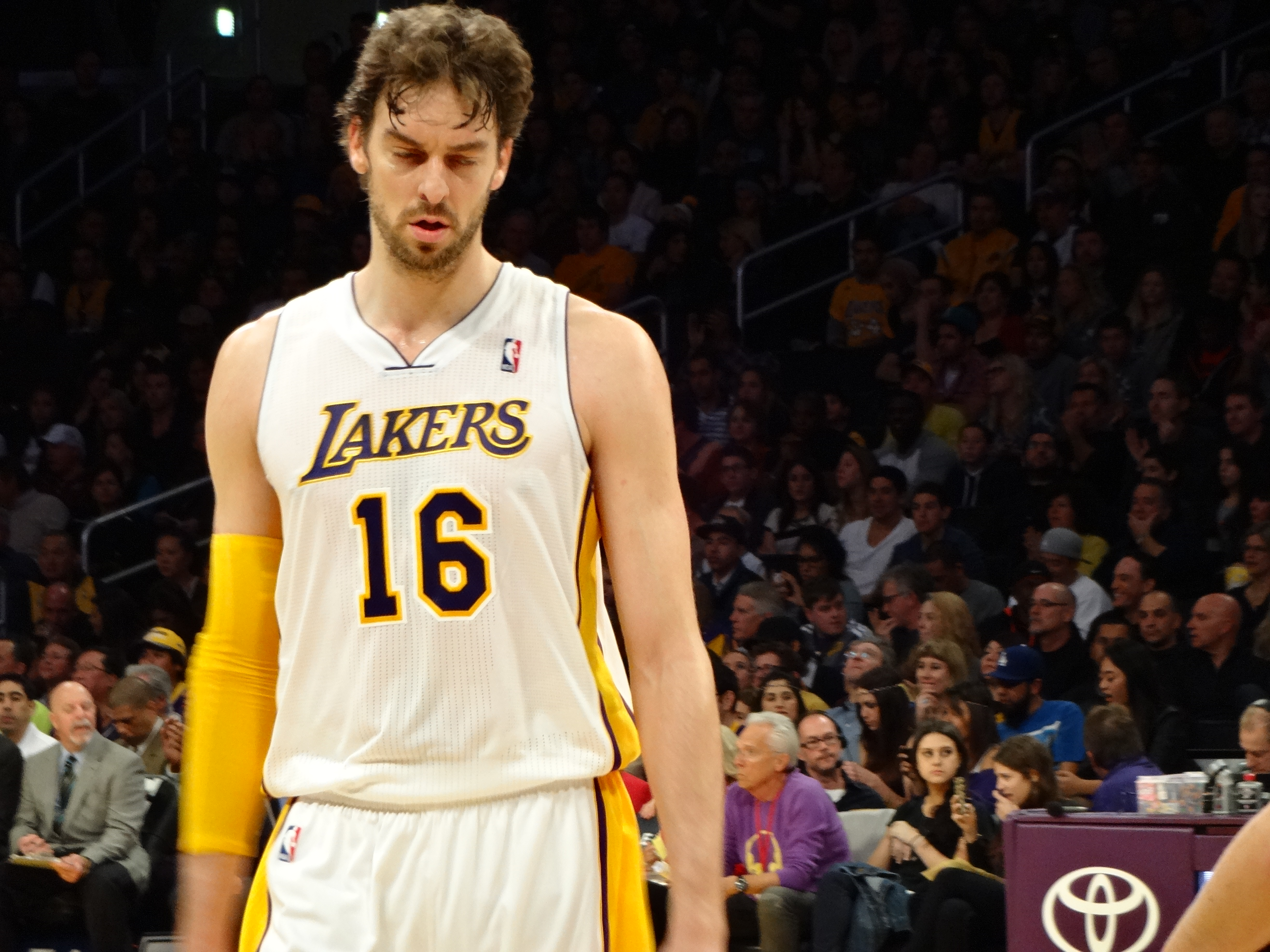
Gasol en un partido de la temporada 2012-13 frente a los Nuggets.

Con los fichajes del base Steve Nash y el pívot Dwight Howard, los Lakers afrontaban con gran ilusión la temporada 2012-13. Sin embargo, comenzó marcada por una mala racha de derrotas, no consiguiendo ganar ningún partido de pretemporada y con un balance negativo de 1 victoria por cinco derrotas en liga, lo que llevará a la destitución de Mike Brown y al fichaje de Mike D'Antoni. El 18 de noviembre de 2012 Gasol se convierte en el décimo jugador nacido fuera de los Estados Unidos que logra superar los 15 000 puntos en la NBA.
Gasol, compartiendo juego interior con Howard, se ve obligado a jugar más alejado del aro. Las lesiones de Kobe Bryant le obligaron a tomar un papel protagonista, consiguiendo triples dobles (al menos 10 puntos, 10 rebotes y 10 asistencias) en dos partidos en abril. Tras una mediocre temporada regular, los Lakers solo se clasifican para los playoffs como séptimos del Oeste, y son eliminados en primera ronda por los San Antonio Spurs en cuatro partidos.
Temporada 2013-14
La temporada empezaba con la salida de Howard y una plantilla más joven con un sitio para Pau. Pero tanto los continuos cambios en el quinteto titular de D'Antoni y la ausencia de Kobe los primeros 19 partidos, forjaban un inicio de temporada desolador para los Lakers. Pau lideró al equipo en algunas victorias, pero no fue suficiente para evitar fraguar un mal inicio de temporada, ya que con la nueva lesión de Nash, solo contaban con la aportación de Nick Young y Jodie Meeks.
Si a esto le juntamos la nueva recaída de Kobe, el nuevo intento por parte de la franquicia de traspasar a Pau, así como la recaída en su lesión de vértigos, y la mala gestión del entrenador, llevaron a la franquicia angelina, a quedarse fuera de PlayOffs por séptima vez en la historia y la primera desde 2005 con la salida de Shaq. Todo esto se materializó en que los Lakers batieron su récord de derrotas en una temporada. Pau acabó la temporada disputando únicamente 60 partidos, en los que promedió 17,4 puntos, 9,7 rebotes y 3,4 asistencias.
En el último partido jugado en el Staples Center, el vídeo marcador homenajeó a Pau con un vídeo mostrando sus estadísticas y mejores jugadas, con el que todo el pabellón le rindió un caluroso aplauso.

#### Chicago Bulls (2014-2016)
Temporada 2014-15

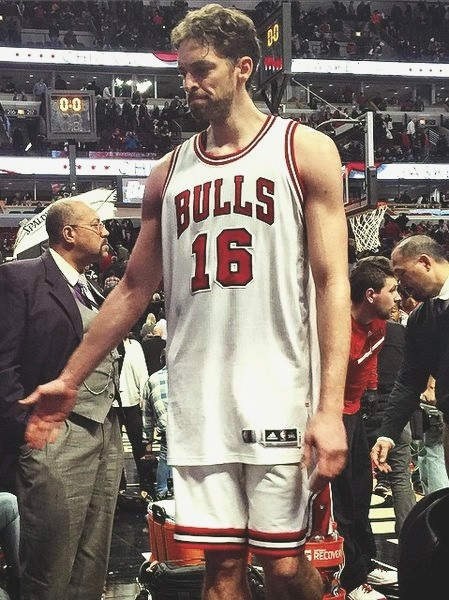
Gasol en 2015 con Chicago Bulls.

El 13 de julio de 2014, convertido en agente libre, acuerda un contrato con los Chicago Bulls por 3 temporadas y 22 millones de dólares, el tercer año es opcional para el jugador.
Pau Gasol se convirtió el 15 de noviembre de 2014 en el sexto jugador de la historia de la NBA en alcanzar 16 500 puntos, 8500 rebotes, 3000 asistencias y 1500 tapones.
El 1 de enero de 2015 consigue su récord personal de tapones colocando 9 ante Denver Nuggets. Diez días después, consigue la máxima anotación de su carrera con 46 puntos ante Milwaukee Bucks.
En febrero de 2015 Pau Gasol disputó su 5.º All-Star (el primero en la Conferencia Este), pero fue la primera ocasión en la que lo hizo partiendo desde el quinteto titular, al igual que su hermano Marc. Ambos disputaron el salto inicial del partido, siendo la primera pareja de hermanos en ser titulares en el partido de las estrellas, y los primeros europeos en ser elegidos por votación popular para el quinteto inicial.
El 5 de marzo de 2015, el de San Boi se convierte en el máximo anotador hispano de la historia de la NBA, superando los 17 623 puntos del jugador de origen panameño Rolando Blackman.
Al finalizar la temporada regular 2014-15 es incluido, por segunda vez en su carrera, en el 2.º quinteto ideal de la competición. Además, Gasol finalizó siendo el jugador con más dobles dobles de la temporada regular (52), por delante de jugadores como DeMarcus Cousins, Andre Drummond o Anthony Davis y convirtiéndose en el jugador más veterano en liderar esta clasificación.
Tras finalizar la temporada regular con un balance de 50 victorias y 32 derrotas, los Chicago Bulls superaron en primera ronda a los Milwaukee Bucks tras seis partidos, para posteriormente caer en las semifinales de conferencia ante los Cleveland Cavaliers también en seis choques. En esta eliminatoria, Gasol sufrió un problema muscular que le hizo perderse dos encuentros y jugar muy limitado físicamente el último, lo que supuso una baja muy importante para su equipo.
Temporada 2015-16
La siguiente temporada arrancó con cambio en el banquillo de los Chicago Bulls, siendo sustituido Tom Thibodeau por el prestigioso técnico universitario Fred Hoiberg, el cual implantó un nuevo sistema de juego más rápido y con predominancia del tiro exterior, poco propicio para las características de Gasol. Además su política de rotaciones, intentando regular los esfuerzos, provocó una reducción de sus minutos en pista y por tanto una caída de sus estadísticas. Sin embargo, poco a poco fue encadenando buenas actuaciones individuales, incluyendo dos triples-dobles casi consecutivos, que permitieron que sus números al finalizar la temporada regular fuesen bastante similares a los promediados a lo largo de su carrera. Todo ello a pesar de una inoportuna lesión en la rodilla derecha que le provocó estar ausente durante varios partidos, y jugar mermado cuando reapareció, durante las últimas semanas de competición.
El 27 de octubre de 2015, durante el partido inaugural contra los Cleveland Cavaliers, colocó 6 tapones y se convirtió en el máximo taponador europeo de la historia de la NBA superando los 1.631 tapones de Vlade Divac. En noviembre fue condecorado con el premio "2015 NBPA Global Impact Player", que le reconoció como el jugador con mayor impacto global de la NBA gracias a la combinación de sus buenas actuaciones deportivas y sus contribuciones sociales y benéficas. El 5 de diciembre se convirtió en el 116.º jugador de la historia de la NBA en alcanzar los 1000 partidos disputados en temporada regular, en un encuentro jugado en el United Center de Chicago y saldado con derrota contra los Charlotte Hornets, y en el cual Gasol sumó un doble-doble de 13 puntos y 11 rebotes, más 4 asistencias y 4 tapones. En los últimos compases de la competición logró, muy concentradas en el tiempo, nuevas e importantes marcas y cifras individuales de carrera, como entrar en el TOP-50 histórico en anotación y en minutos jugados, superar los 10 000 rebotes, o alcanzar los 500 dobles-dobles.
Tras no conseguir repetir titularidad en el All-Star 2016 por tan solo 360 votos, tampoco fue incluido como suplente por parte los entrenadores. Sin embargo, la lesión de su compañero Jimmy Butler hizo que el comisionado de la NBA Adam Silver le seleccionara para ocupar esa plaza, disputando de esa forma su 6.º All-Star, que fue el primero que se localizó fuera de las fronteras de Estados Unidos, pues se celebró en la ciudad canadiense de Toronto. Sumó 9 puntos y 7 rebotes, protagonizando algunas acciones cara a cara contra Kobe Bryant, con el que le une una gran amistad y que disputaba su último All-Star.
A nivel colectivo, los Chicago Bulls realizaron un comienzo de temporada irregular, aunque siempre con balance positivo y en la parte alta de la Conferencia Este. Sin embargo, a partir del mes de enero cayeron drásticamente sus prestaciones debido a las lesiones, la falta de un sistema de juego claro y las malas relaciones dentro del vestuario, alcanzando finalmente un pobre balance de 42 victorias por 40 derrotas, insuficiente para alcanzar los play-offs, en lo que supuso un duro e inesperado revés para una franquicia considerada como aspirante al anillo a comienzos de curso.

#### San Antonio Spurs (2016-2019)
Temporada 2016-17
Al finalizar la temporada anterior, Gasol anuncia que renuncia al año de contrato que le restaba con los Chicago Bulls para salir al mercado como agente libre sin restricciones, en busca de un contrato con mejores condiciones económicas y de mayor duración. Finalmente, a comienzos de julio se hace oficial su fichaje por los San Antonio Spurs para las dos próximas temporadas a cambio de unos 30 millones de dólares.
Debutó oficialmente con el equipo texano el 25 de octubre de 2016 con una victoria en la cancha de los Golden State Warriors en la cual anotó 2 puntos y capturó 4 rebotes. Tras una primera parte de temporada marcada por un descenso de sus datos estadísticos debido a la reducción de sus minutos en pista y a no ser una de las primeras opciones en ataque, una lesión en un dedo de la mano izquierda durante el calentamiento previo a un partido en el mes de enero le obligó pasar por el quirófano y estar más de un mes de baja. Una vez regresó a las canchas lo hizo partiendo desde el banquillo, situación que se mantuvo el resto de la temporada, aunque curiosamente su rendimiento mejoró levemente al tener un mayor protagonismo como uno de los líderes de la segunda unidad.
Durante la celebración del All-Star 2017, en New Orleans, se convirtió en el primer no estadounidense en ser elegido miembro del Comité Ejecutivo del Sindicato de Jugadores de la NBA.
En el último partido de la Temporada 2016-17 logró superar los 20 000 puntos en el total de su carrera, algo que hasta la fecha solo habían conseguido 42 jugadores, siendo el segundo europeo que lo lograba tras Dirk Nowitzki. Además, se convirtió en el líder histórico de la liga en acierto desde la línea de 3 puntos en una temporada, tras convertir 56 de 104 lanzamientos, un 53,8%, aunque no alcanzó los lanzamientos necesarios para contabilizarse oficialmente.
Los San Antonio Spurs realizaron un año más una gran campaña, logrando el segundo mejor balance de toda la competición gracias a las 61 victorias obtenidas frente a tan solo 21 derrotas. En primera ronda de playoffs superaron, con bastantes problemas, a los Memphis Grizzlies en 6 encuentros, en lo que supuso el primer cara a cara entre los hermanos Gasol en postemporada. En segunda ronda se encontraron a los Houston Rockets, a los cuales vencieron también en 6 encuentros. En la final de conferencia Oeste, lastrados por las bajas de Kawhi Leonard y Tony Parker, apenas pudieron ofrecer resistencia ante unos Golden State Warriors que los barrieron por 4-0. El rendimiento de Gasol durante estos playoffs fue pobre, a pesar de recuperar la titularidad durante algunos partidos.
Temporada 2017-18
Tras ejercer la opción de renunciar a su segundo año de contrato con los texanos y salir al mercado de agentes libres sin restricción alguna, acaba firmando de nuevo con los San Antonio Spurs un acuerdo más extenso, de tres temporadas a cambio de 48 millones de dólares.
Su rendimiento, acorde a su edad y su físico, sigue bajando progresivamente, aunque aún es capaz de destacar en algunos encuentros a lo largo de la liga regular.
La franquicia texana, asolada por la ausencia de Kawhi Leonard durante todo el curso y con una plantilla veterana, logra con mucho sufrimiento alcanzar los playoffs, donde caen en primera ronda (4-1) sin apenas presentar batalla contra los Golden State Warriors, a la postre campeones de la NBA.
El 7 de septiembre de 2017 se convirtió en el máximo anotador de la historia del Eurobasket, tras lograr un triple en el segundo cuarto de su partido del Eurobasket 2017 ante Hungría, superando el récord anterior de 1.104 puntos que hasta ese momento tenía el francés Tony Parker.
Temporada 2018-19
El 17 de octubre de 2018, en el partido inaugural de la temporada para los San Antonio Spurs, Pau Gasol comenzó oficialmente su temporada número 18 en la NBA. A principios de noviembre se comunicó que Gasol sufría una fractura por estrés en su pie izquierdo, aunque finalmente se quedó en un edema óseo que le dejó fuera de la competición aproximadamente dos meses. Reapareció el 31 de diciembre frente a los Boston Celtics jugando durante 5 minutos y capturando 5 rebotes.
El 1 de marzo de 2019 llegó a un acuerdo con los Spurs para rescindir su contrato. Dos días más tarde llegó a un acuerdo para jugar con Milwaukee Bucks, donde por primera vez en su carrera en la NBA no llevará el número 16, ya que se encuentra retirado por el equipo de Wisconsin. En su lugar llevará el 17.

#### Milwaukee Bucks (2019)
Temporada 2018-19
El 4 de marzo de 2019 los Milwaukee Bucks anuncian la contratación de Pau Gasol, como "el 6 veces All-Star" y que jugará con el número 17 en su camiseta. Apenas pudo disputar 3 partidos con los Bucks antes de lesionarse. Así, el 10 de mayo de 2019, decide pasar por el quirófano debido a una fractura en el pie, hecho que le dejaría fuera de los Playoffs de 2019.

#### Portland Trail Blazers (2019)
Temporada 2019-20
El 24 de julio de 2019, firma por una temporada con los Portland Trail Blazers. Pero el 20 de noviembre es cortado, por lo que no llega a disputar ningún partido con los Blazers. Desde entonces, trabajó en las instalaciones de los Blazers para recuperarse de la fractura por estrés en el hueso navicular del pie izquierdo, pero no disputaría ningún partido de la temporada 2019-20, siendo esta su primera temporada "en blanco" desde que debutó como profesional.

### Vuelta a España

#### FC Barcelona (2021)
Temporada 2020-21

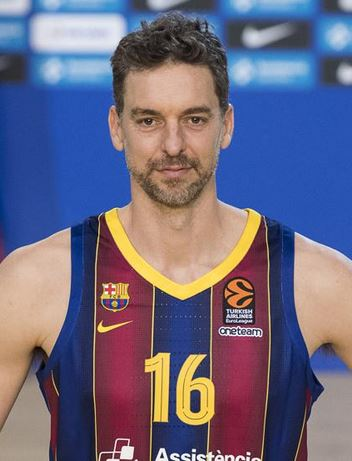
Pau Gasol con el FC Barcelona en 2021.

Tras más de un año apartado de las canchas, el 23 de febrero de 2021 firmó contrato hasta final de temporada con el FC Barcelona de la Liga Endesa, equipo donde se formó, con la intención de ponerse en forma de cara a su posible participación en los Juegos Olímpicos de Tokio 2020. Tras varias semanas de entrenamiento con el cuerpo técnico, el 25 de marzo, se hizo una presentación pública de su incorporación al equipo, anunciando que debutaría en cuanto estuviese disponible. En esta temporada llegó con el Barça a la final de la Euroliga (derrota contra el Anadolu Efes S.K.) y ganó la Liga ACB ante el Real Madrid.

### Retirada

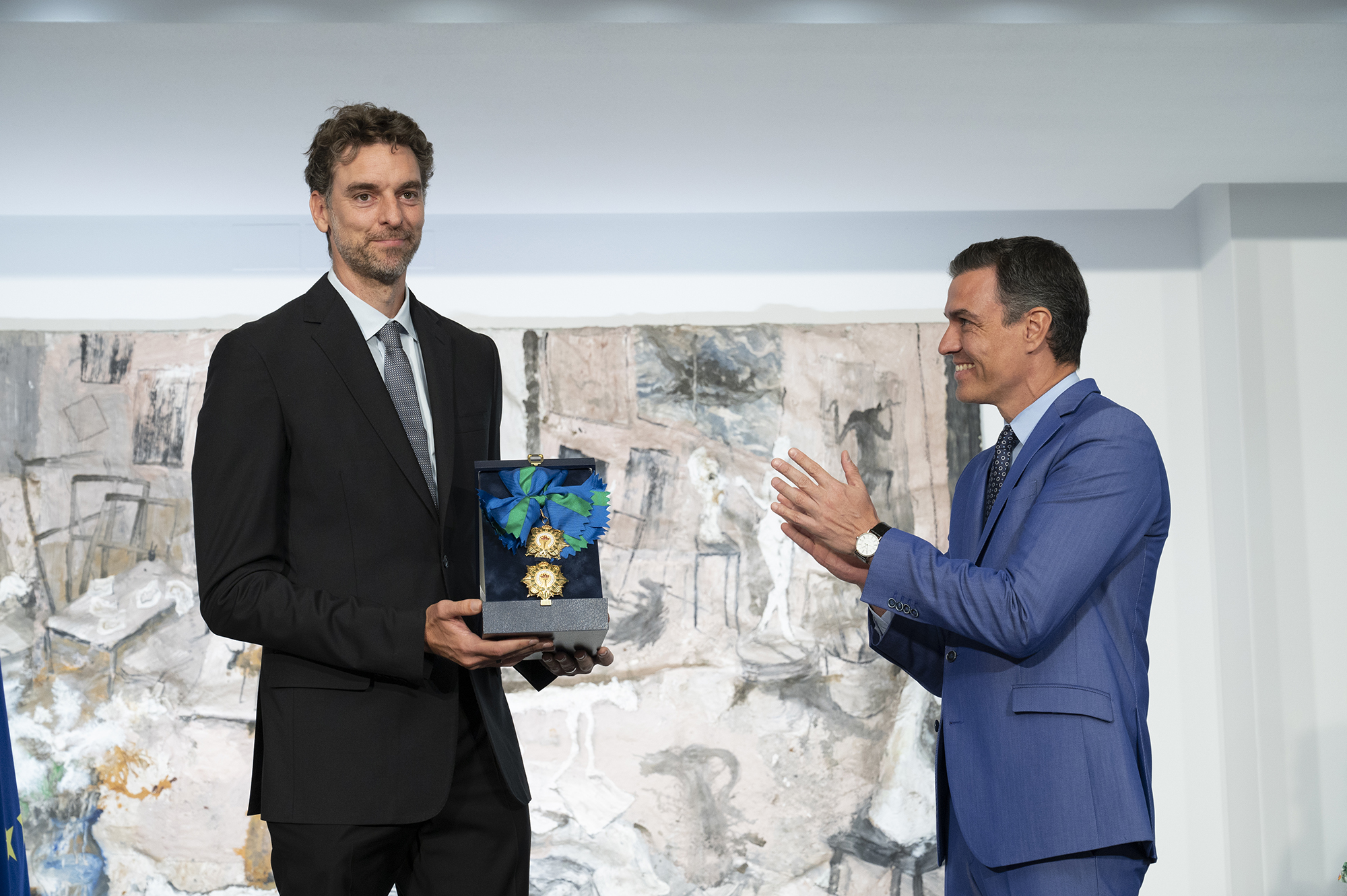
Pau Gasol recibe la Gran Cruz del Mérito Deportivo de mano del presidente del Gobierno, Pedro Sánchez.

El 5 de octubre de 2021, en una conferencia de prensa desarrollada en la ciudad de Barcelona, anunció su retirada definitiva de la competición deportiva, a los 41 años. Durante el acto, Pau tuvo palabras de agradecimiento al entrenador Aíto García Reneses, al preparador Juan Montes, al entrenador del Cornellá Juan José Campos, a sus padres, a su hermano Marc, también para Juan Carlos Navarro y el fallecido Kobe Bryant.
Al término del acto, su compañero y entrenador, Saras Jasikevičius, dijo:

“Yo me quedo con la parte humana de Pau”. “Le conocí en el 2000 cuando llegué. Era un chico humilde y normal. Ahora, estamos en 2021 y es un chico humilde y normal”.

También hubo palabras de su amigo Navarro:

“Empezamos con 16 años como chicos que jugaban a baloncesto y se lo pasaban bien". “Esto no es un adiós, es una continuación de su persona”.

En Estados Unidos, preguntaron a la estrella de la NBA, Russell Westbrook, y éste confesó que:

"Poca gente sabe esto, pero Pau era mi jugador favorito cuando yo era pequeño. Antes incluso de Kobe, porque me gustaba cómo jugaba, lo hacía del modo correcto".

También el que fuera su entrenador en los Lakers, Phil Jackson, dijo sobre Pau:

“Pau Gasol, brought hope and talent to the Lakers. The effect was immediate. His game put LA back into Championship contention. He was also gentleman and generous hero.”
“Pau Gasol, trajo esperanza y talento a los Lakers. El efecto fue inmediato. Su juego devolvió a LA a la lucha por el campeonato. Además, fue un héroe gentil y generoso.”

Y el comisionado de la NBA, Adam Silver alabó la carrera de Gasol, diciendo:

“Pau Gasol is undoubtedly one of the most accomplished players of his generation. A two-time NBA champion, six-time NBA All-Star, three-time Olympic medalist and world champion, Paul inspired countless fans through his remarkable skill and passion for the game. But what sets Pau apart is his tireless commitment to giving back to his native Spain and other communities around the world, which he continues to make a priority. We congratulate Pau on an outstanding career and thank him for being such a dedicated ambassador for our league.”
“Pau Gasol es, sin duda, uno de los jugadores que más logros ha conseguido de su generación. Dos veces campeón de la NBA, seis veces All-Star de la NBA, tres veces medallista olímpico y campeón del mundo, Pau ha inspirado a innumerables aficionados gracias a su notable habilidad y pasión por el juego. Pero lo que distingue a Pau es su incansable compromiso de contribuir en su España natal y en otras comunidades de todo el mundo, lo que para él sigue siendo una prioridad. Felicitamos a Pau por su extraordinaria carrera y le agradecemos que sea un embajador tan dedicado de nuestra liga.”

Ese mismo día, Los Angeles Lakers anunciaron una futura retirada de su dorsal número 16. El 17 de agosto de 2022 se fijó la fecha para el 7 de marzo de 2023, ceremonia que se produjo en el Crypto.com Arena durante el descanso de un encuentro ante Memphis Grizzlies.
En enero de 2023 fue elegido como entrenador del evento Rising Stars que se celebró durante el All Star Weekend de 2023 en Salt Lake City, y donde su equipo se llevó la victoria.
En febrero de 2023 se hizo pública la nominación como finalista para su entrada en el Basketball Hall of Fame. El 1 de abril se hizo oficial su inclusión en la promoción de 2023. El 12 de agosto se celebra la ceremonia de su inclusión en el Hall of Fame, siendo el primer jugador español en conseguirlo.
En octubre de 2023 fue incluido en el Hall of Fame del Baloncesto Español, en una ceremonia celebrada en Sevilla.
El 17 de mayo de 2025 es incluido en el Salón de la Fama de la FIBA.

### Selección española

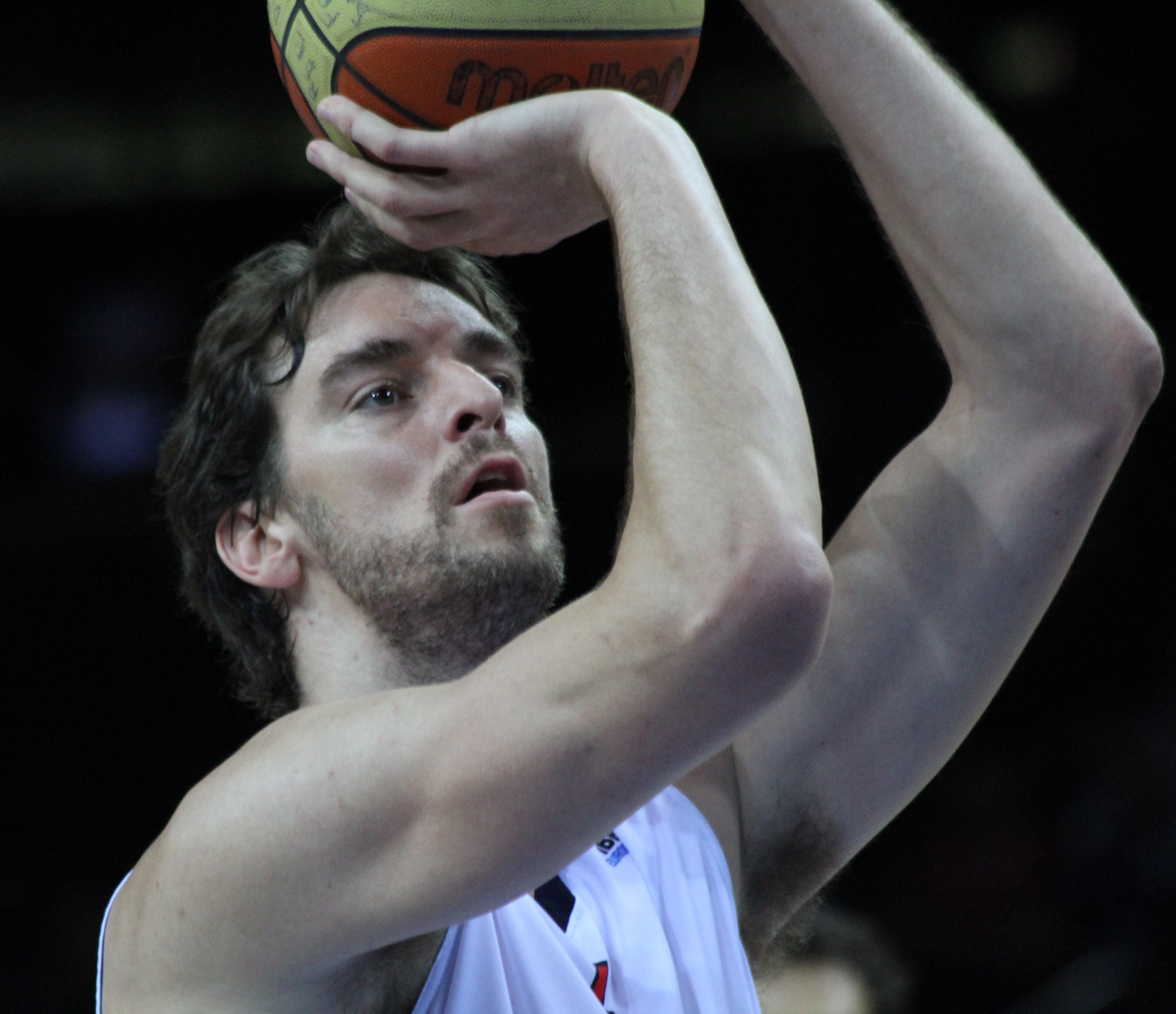
Gasol lanzando un tiro libre durante el Eurobasket 2011.

Gasol formó parte de la selección española júnior que se proclamó campeona del EuroBasket júnior de 1998 y campeona del mundo júnior en 1999, derrotando en la final a la selección de Estados Unidos. Luego también obtuvo el bronce el EuroBasket Sub-20 del 2000 en Macedonia.
Debutó con la selección absoluta el 15 de agosto de 2001 en un partido amistoso ante Grecia en el que ya anotó 20 puntos. Suma once medallas con la absoluta. Destaca el Campeonato mundial de baloncesto de 2006 en Japón, en el que ganó el oro, formó parte del quinteto ideal de la competición y fue elegido MVP del Mundial. Sin embargo, el campeonato le pasó factura y sufrió una lesión grave en el pie, que le dejó fuera de la final. Como consecuencia de ser integrante de ese equipo nacional, contribuyó al Premio Príncipe de Asturias de los Deportes que recibió la Selección de Baloncesto de España, premio al que también optaba él mismo individualmente.

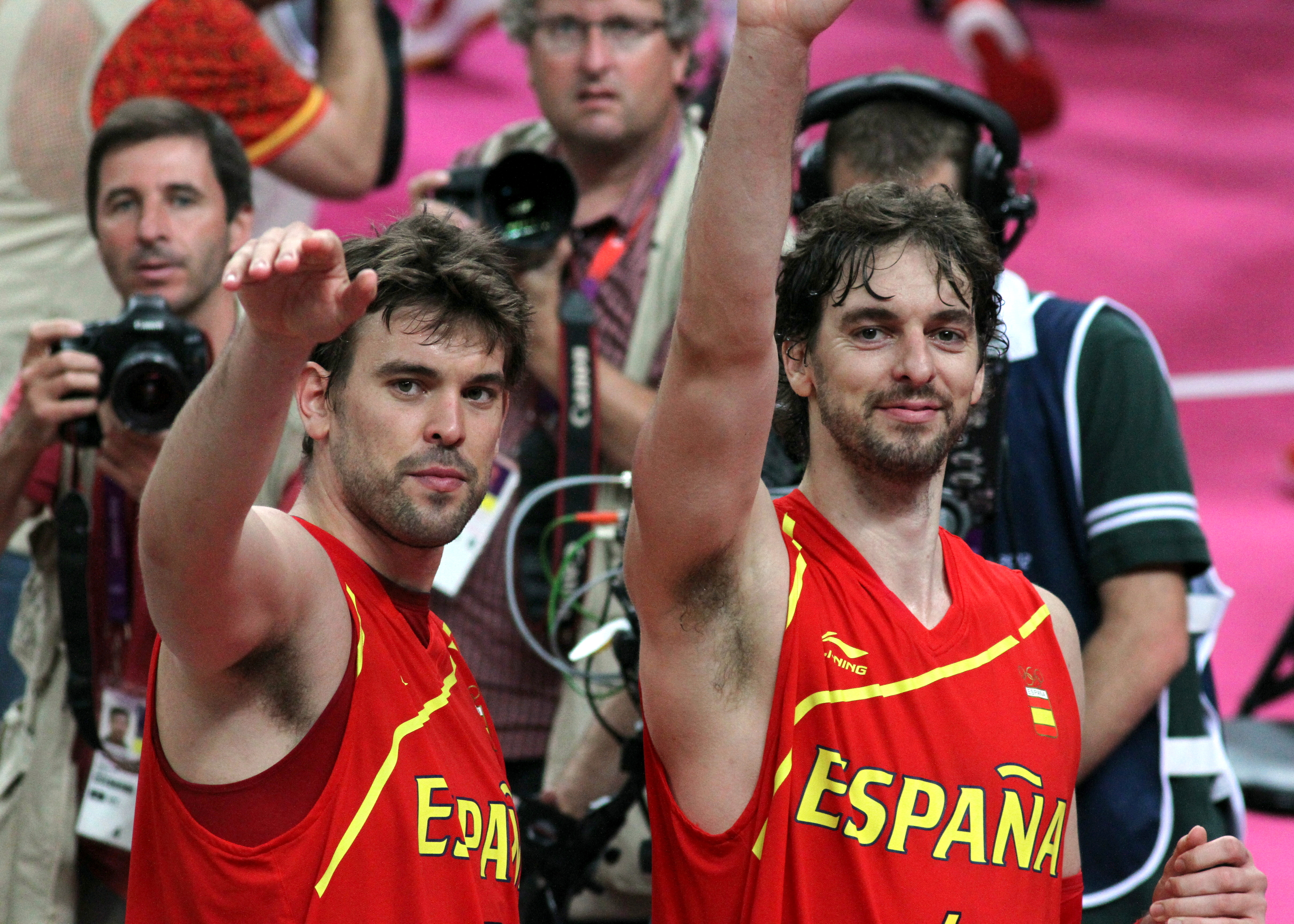
Marc (izquierda) y Pau (derecha) durante los JJ. OO. de Londres 2012.

También ha conseguido siete medallas en los campeonatos de Europa: tres de oro, en el de Polonia 2009 y donde fue escogido MVP (jugador más valioso) del campeonato, en el de Lituania 2011 y en el de Francia, Alemania, Croacia y Letonia 2015, donde de nuevo fue escogido MVP; dos de plata, en el de Suecia 2003, y en el de España 2007; y otras dos de bronce en el de Turquía 2001 y Estambul 2017.
Además acumula otras tres medallas olímpicas: dos de plata, en los Juegos Olímpicos de Pekín 2008 y en los Juegos Olímpicos de Londres 2012, en ambos casos con derrota en la final frente a la selección de Estados Unidos, y una de bronce en los Juegos Olímpicos de Río de Janeiro 2016, torneo del que fue máximo anotador y reboteador.
A pesar de lo exigente que es la NBA, Gasol ha jugado con la selección en todas las competiciones internacionales importantes, ausentándose tan solo de tres torneos: el Eurobasket de Serbia 2005, en el que no participó para recuperarse de una dolencia en el pie (aunque estuvo presente ejerciendo como comentarista de Televisión Española), el Mundial de Turquía 2010 debido al cansancio acumulado durante muchos años, y el Eurobasket de Eslovenia 2013 por el mismo motivo.
El 7 de septiembre de 2017 se convirtió en el máximo anotador de la historia del Eurobasket, superando los 1104 puntos del francés Tony Parker.
El 17 de septiembre de 2017 acumulaba 3599 puntos en 208 participaciones con la selcción, lo que le convirtió en el máximo anotador histórico de la selección, tras superar los 3330 sumados por "Epi". En lo que se refiere a competiciones oficiales, es el tercer máximo anotador histórico de los Juegos Olímpicos (623 puntos), el séptimo de los Mundiales (482 puntos) y el primero de los Eurobasket (1.183 puntos), y en todos ellos primer español. Con esas 208 internacionalidades se encuentra en el puesto 6° de la lista de jugadores con más partidos disputados con España. Con siete Eurobaskets disputados, en los que fue medallista en cada uno de ellos, es el jugador con mayor número de medallas en EuroBasket, empatado con el soviético Serguéi Belov y con el yugoslavo Krešimir Ćosić.
En verano de 2021 en Tokio, disputó sus quintos Juegos Olímpicos siendo, junto a Navarro y Rudy, los únicos baloncestistas españoles en lograr cinco participaciones en cita olímpica. Durante el torneo alcanzó los 640 puntos, quedándose como tercer máximo anotador de los Juegos. Al término de la competición para la selección, que terminó en sexto lugar, anunció su retirada definitiva de la selección, después de 20 años, 11 medallas, habiendo disputado 216 encuentros (sexta mejor marca) y siendo el máximo anotador de la selección con 3656 puntos (16,9 puntos por partido, también máximo promedio).
El 3 de agosto fue elegido para la Comisión de Atletas del Comité Olímpico Internacional. El deportista español fue elegido por los atletas participantes en Tokio 2020, para que sustituya a uno de los cuatro miembros del actual organismo.

#### Participaciones
| Edición        | Participación | Seleccionador       | Resultado         |
| -------------- | ------------- | ------------------- | ----------------- |
| Turquía 2001   | Sí            | Javier Imbroda      | Medalla de Bronce |
| Suecia 2003    | Sí            | Moncho López        | Medalla de Plata  |
| Serbia 2005    | No            | Mario Pesquera      | Cuarta            |
| España 2007    | Sí            | Pepu Hernández      | Medalla de Plata  |
| Polonia 2009   | Sí            | Sergio Scariolo     | Medalla de Oro    |
| Lituania 2011  | Sí            | Sergio Scariolo     | Medalla de Oro    |
| Eslovenia 2013 | No            | Juan Antonio Orenga | Medalla de Bronce |
| Euro 2015      | Sí            | Sergio Scariolo     | Medalla de Oro    |
| Euro 2017      | Sí            | Sergio Scariolo     | Medalla de Bronce |

| Edición      | Participación | Seleccionador       | Resultado      |
| ------------ | ------------- | ------------------- | -------------- |
| USA 2002     | Sí            | Javier Imbroda      | Quinta         |
| Japón 2006   | Sí            | Pepu Hernández      | Medalla de Oro |
| Turquía 2010 | No            | Sergio Scariolo     | Sexta          |
| España 2014  | Sí            | Juan Antonio Orenga | Quinta         |
| China 2019   | No            | Sergio Scariolo     | Medalla de Oro |

| Edición      | Participación | Seleccionador       | Resultado         |
| ------------ | ------------- | ------------------- | ----------------- |
| Atenas 2004  | Sí            | Mario Pesquera      | Séptima           |
| Pekín 2008   | Sí            | Aíto García Reneses | Medalla de Plata  |
| Londres 2012 | Sí            | Sergio Scariolo     | Medalla de Plata  |
| Río 2016     | Sí            | Sergio Scariolo     | Medalla de Bronce |
| Tokio 2020   | Sí            | Sergio Scariolo     | Sexta             |

## Vida personal
Nació en el Hospital de la Santa Cruz y San Pablo, en Barcelona, en el seno de una familia relacionada con la medicina, aunque a los pocos años se trasladó a San Baudilio de Llobregat. Su padre, Agustí Gasol, es enfermero y su madre, Marisa Sáez, médico internista. Pau estudió Medicina durante unos meses pero acabó dejándolo porque no podía compaginarlo con el baloncesto, aunque mantiene que su objetivo en la vida es seguir los pasos de su madre y convertirse en médico en el futuro. Su hermano mediano, Marc Gasol (1985), también es baloncestista profesional. Tiene otro hermano, Adrià (1993), que dio sus primeros pasos en el baloncesto en un high school de Memphis. Durante el curso 2012-2013 Adrià comenzó a estudiar una ingeniería en la Universidad de California y buscó hacerse un hueco en su prestigioso equipo de baloncesto, los Bruins, pero finalmente no llegó a conseguir la beca que le permitiera seguir en el equipo, regresando a España, donde compite en la Primera División Catalana.
Después de una relación de casi dos años, en octubre de 2018 Pau anuncia en redes sociales su compromiso matrimonial con Catherine McDonnell (1989). El 6 de julio de 2019, se casan en una ceremonia íntima en San Francisco. El 13 de septiembre de 2020 nació su primera hija, Elisabet Gianna, cuyo nombre hace homenaje a la hija de su excompañero Kobe Bryant fallecida en enero de ese mismo año. En agosto de 2022 anuncian el embarazo de su segundo hijo, Max, que nacería en noviembre de 2022. En julio de 2024, la pareja anuncia el embarazo del que sería su tercer hijo.

### Labor y compromiso social

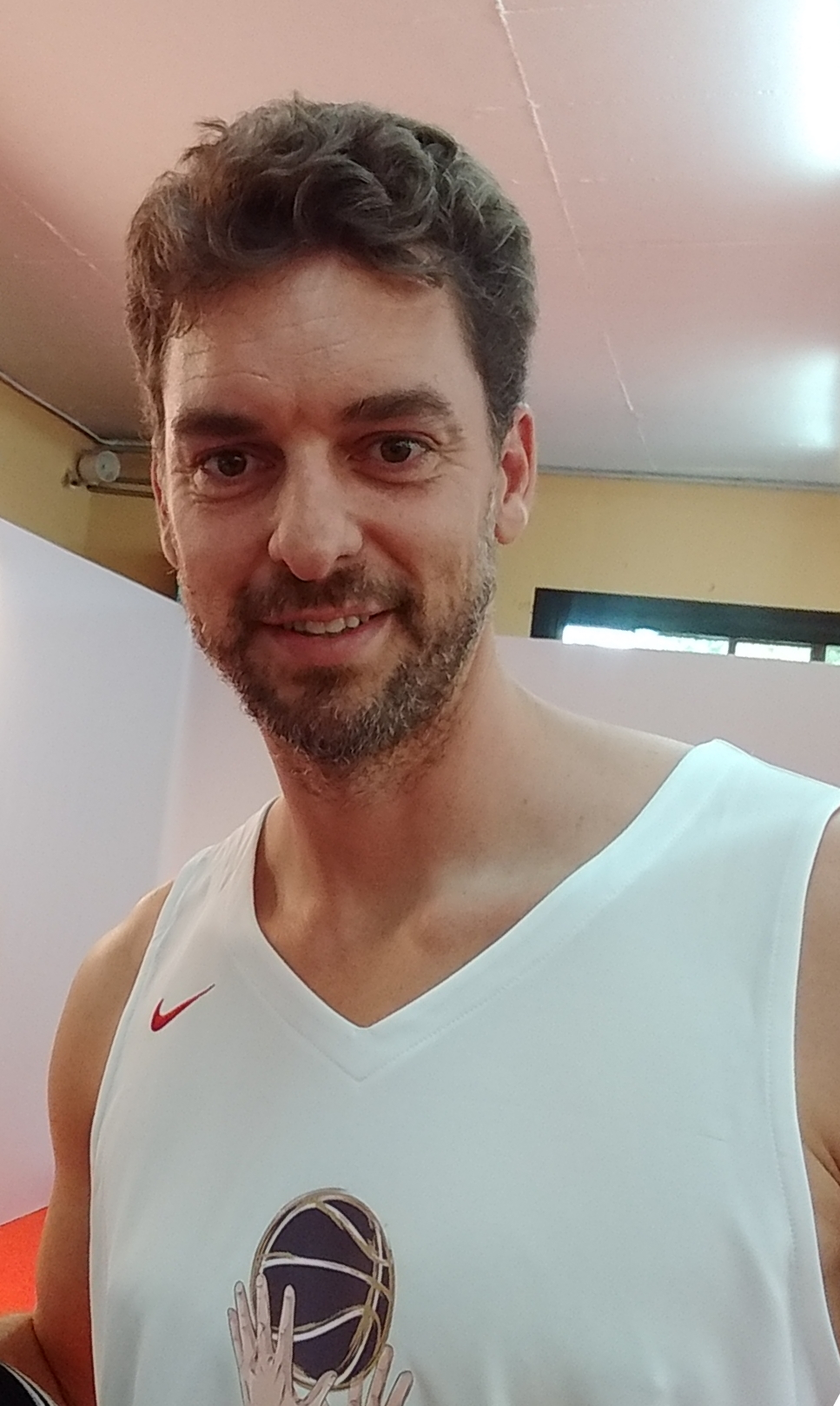
Pau Gasol en julio de 2018.

En 2003 fue nombrado embajador de UNICEF, y desde entonces no ha parado de colaborar en diferentes campañas, viajando en varias ocasiones a África para participar en los proyectos de los que forma parte. Ha recibido, como reconocimiento a sus compromisos solidarios, el Corazón de Oro en 2004, concedido por la Fundación Española del Corazón, y el Premio al Deportista Solidario 2010, que otorga la Fundación SOS. Gasol ha participado en acciones a favor de la supervivencia infantil y los derechos de los niños en otros países africanos, así como en campañas contra la desnutrición en el Cuerno de África. Además, desde su llegada a Memphis, colabora con el Saint Jude Children’s Research Hospital, al que acude siempre que viaja a la ciudad que le acogió al comienzo de su carrera NBA.
En 2010, se puso en marcha en Etiopía, "El proyecto de Pau" de UNICEF, con el que el jugador catalán lucha contra la desnutrición infantil, que cada año acaba con la vida de más de dos millones de niños, y por el derecho a la educación. También, en diciembre de 2010, participa junto a otras estrella de la NBA, en la campaña contra el virus del sida Somos más grandes que el Sida.
En 2012, la Asociación Profesional de los Escritores de Baloncesto (PBWA), consideró que Pau “personifica todo lo que es bueno de los jugadores de la NBA y sus obras de caridad, no solo en sus propias comunidades, sino en todo el mundo, trabajando para ayudar a que los niños alcancen sus metas y que tengan las oportunidades que de otro modo no podrían conseguir”. Así, en abril de 2015 le otorgaron el Magic Johnson Award.
En 2017, el Ministerio de Empleo y Seguridad Social de España, le otorgó la Medalla de Oro al Mérito en el Trabajo.
En septiembre de 2018, tras la publicación de su libro "Bajo el aro", Gasol afirma que, a pesar de no ser médico, intenta utilizar su perfil público para ayudar a los demás. Ese mismo mes, es protagonista de la campaña de la Fundación Atresmedia para acercar la familia a la escuela.
En julio de 2019, Unicef global, le nombra "Defensor Mundial para la Nutrición y el fin de la Obesidad Infantil".
A finales de marzo de 2020, durante el confinamiento por la pandemia del Coronavirus, Pau inició una iniciativa solidaria junto a Rafa Nadal, apoyando a Cruz Roja Española, y crearon la campaña #CruzRojaResponde que pretende recaudar fondos para luchar contra la enfermedad del coronavirus.

#### Fundación Gasol
En 2013 funda, junto a su hermano Marc la Gasol Fundation, creada para colaborar en la promoción comunitaria de la salud y el fomento de hábitos de vida saludable, especialmente para prevenir y combatir la obesidad infantil. En noviembre de 2015, tras ser galardonado con "Global Impact Player", premio que otorga la National Basketball Players Association (NBPA), el sindicato que representa a los jugadores de la NBA creó una camiseta para colaborar con la fundación. En marzo de 2017 deciden trasladar la sede de la fundación de Barcelona a San Baudilio de Llobregat, su ciudad natal.
En mayo de 2018, crean la webserie educativa "La Galaxia Saludable", con la que se intenta fomentar los hábitos saludables en el ámbito familiar.
En septiembre de 2019, la Gasol Foundation presentó el 'Estudio Pasos', pionero en estudiar los niveles de obesidad en la franja de edad entre los 8 y los 16 años, que también arrojaba luz sobre los niveles de sedentarismo de los niños y adolescentes. En la rueda de prensa, Pau pidió acciones concretas a los gobiernos, las familias y la industria alimentaria para acabar con esta problemática.
En octubre de 2019, fueron galardonados con el 'Premio de Especial Reconocimiento de la Estrategia NAOS' por la labor que desempeñan a través de la Fundación Gasol.
En junio de 2025, la fundación organizó la primera edición del Gasol Foundation Golf Invitational, un torneo benéfico que contó con la participación de deportistas como Rafa Nadal, Rudy Fernández y Álvaro Morata. Celebrado en las instalaciones de La Hacienda Links Golf Resort, el evento recaudó 116.000 euros para la lucha contra la obesidad infantil.

#### Defensa de la igualdad en el deporte
En mayo de 2018 publicó una carta abierta en el The Players' Tribune en defensa de las mujeres como entrenadoras y de manera específica de la candidatura de Becky Hammon como entrenadora de la NBA. Señalando que en 72 años de historia nunca ha habido ninguna entrenadora femenina y defendiendo la adaptación a la nueva evolución social y los nuevos tiempos de igualdad y diversidad.

#### Pertenencia a asociaciones y clubes deportivos
De 2017 a 2020 fue vicepresidente de la NBPA (Asociación de Jugadores de la NBA). Ha sido el primer jugador en participar en el Comité Ejecutivo de dicha asociación sin haber pasado previamente por la NCAA.
Desde junio de 2019, Pau Gasol es miembro del Consejo Asesor del Deporte Español (CADE), que se inscribe dentro de la Asociación del Deporte Español (ADESP). Es, además, Asesor Estratégico y Embajador Global del Barça en Estados Unidos, puesto desde el que difunde los valores del deporte y la propuesta de hábitos saludables de su Fundación.
El 25 de enero de 2023 se anunció que sería embajador de Telefónica hasta 2025, con el fin de fomentar la importancia de los hábitos de vida saludable y el deporte en la sociedad actual, en especial entre los más jóvenes.

### Publicaciones

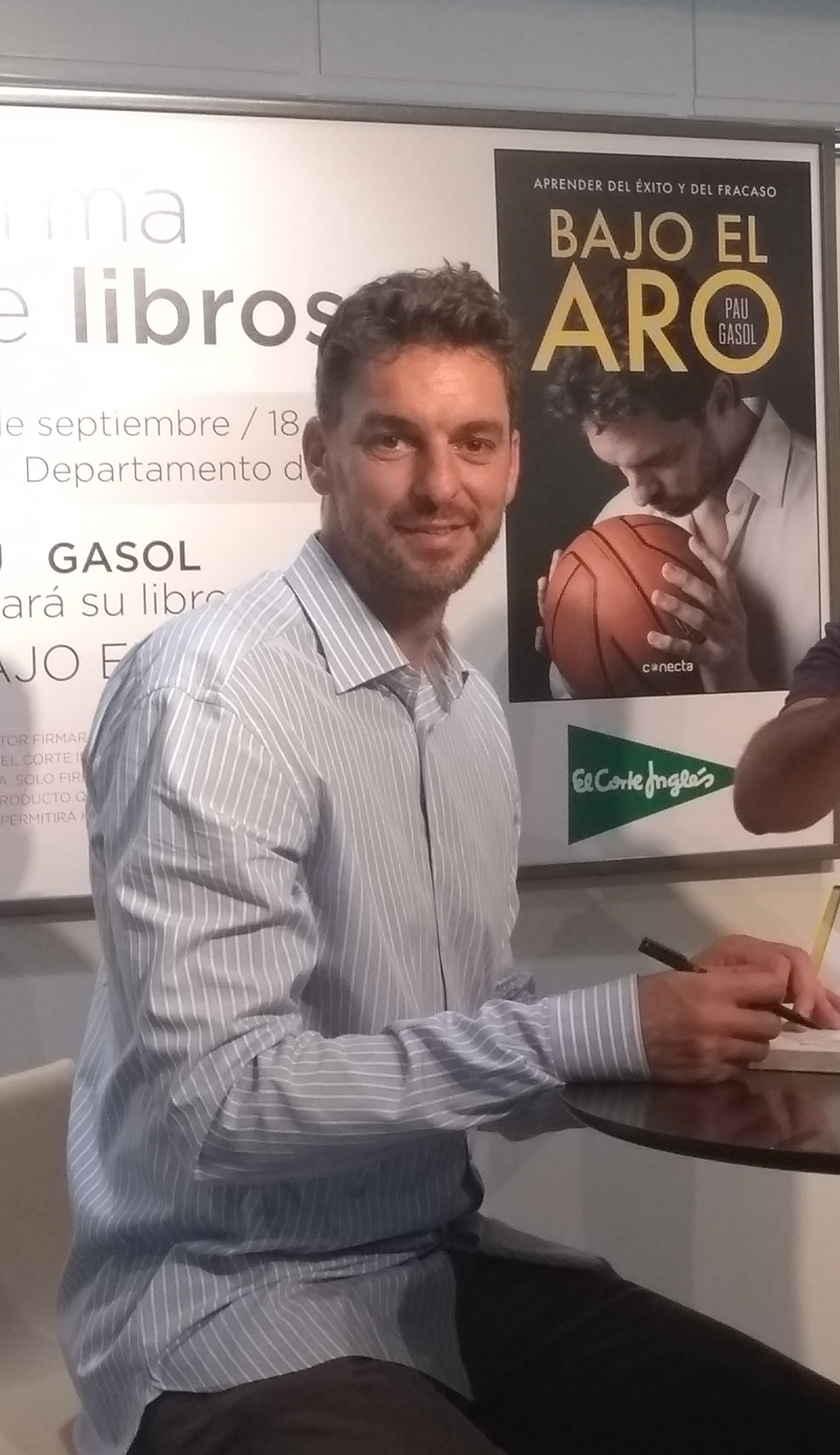
Pau Gasol en la firma de su libro en 2018.

El 5 de septiembre de 2018 publicó sus memorias deportivas en el libro titulado Bajo el aro, en donde repasa su trayectoria y reflexiona sobre el éxito y el fracaso durante su carrera deportiva.

### Filmografía
- Documental Globomedia (25/08/2014), «La generación de oro, una historia de amistad y baloncesto» en YouTube.[178][179][180]
- Documental Mediaset España (30/08/2014), «Generación '99: Pau y Navarro».[181][182]
- Documental TVE (05/11/2014), «Pau Gasol, una vida a su medida» en rtve.es.[183][184]
- Documental Movistar+ (27/12/2018), «Informe Robinson - Oro, historia de una generación» en YouTube.
- Documental Prime Video (13/07/2021), «La Familia».[185]
- Documental Prime Video (12/11/2021), «Pau Gasol: 'Lo importante es el viaje'».[186]

#### Apariciones en series de televisión
| Año  | Serie         | Canal        | Capítulo                   | Papel         |
| ---- | ------------- | ------------ | -------------------------- | ------------- |
| 2009 | Numb3rs       | CBS          | 5 x 18: 12:01 AM           | Él mismo      |
| 2010 | CSI: Miami    | CBS          | 8 x 08: Punto de Impacto   | Victor Emparo |
| 2010 | Modern Family | ABC          | 1 x 24: Retrato de familia | Él mismo      |
| 2011 | Eva Luna      | Univisión    | 1 x 04                     | Él mismo      |
| 2011 | Cubed         | Fox Sports 2 | 2 x 23                     | Él mismo      |
| 2014 | Barrio Sésamo | PBS          | Calm Down and Think, Elmo  | Él mismo      |

## Estadísticas de su carrera en competiciones internacionales

### Estadísticas Eurobasket
| Año  | PJ | MPP  | %T2  | %3P  | %TL  | RPP | ROP | APP | ROB | TPP | PPP  | VAL  |
| ---- | -- | ---- | ---- | ---- | ---- | --- | --- | --- | --- | --- | ---- | ---- |
| 2001 | 7  | 31.2 | 53.4 | 28.0 | 74.5 | 9.7 | 1.7 | 0.9 | 0.6 | 2.1 | 17.3 | 16.4 |
| 2003 | 6  | 32.3 | 64.9 | 62.5 | 81.6 | 7.5 | 2.0 | 0.8 | 0.3 | 2.3 | 25.8 | 24.5 |
| 2007 | 9  | 28.3 | 62.1 | 62.5 | 70.8 | 7.0 | 2.3 | 2.2 | 1.0 | 1.8 | 18.8 | 25.3 |
| 2009 | 9  | 26.5 | 66.3 | 44.4 | 55.7 | 8.3 | 2.2 | 1.2 | 0.1 | 2.2 | 18.7 | 20.3 |
| 2011 | 11 | 24.5 | 52.9 | 63.6 | 80.6 | 7.5 | 2.3 | 1.5 | 1.0 | 1.5 | 18.3 | 20.7 |
| 2015 | 9  | 30.0 | 56.3 | 66.7 | 80.5 | 8.8 | 2.8 | 3.0 | 0.3 | 2.3 | 25.6 | 34.1 |
| 2017 | 9  | 23.2 | 58.4 | 35.3 | 70.5 | 6.9 | 2.0 | 2.3 | 0.3 | 1.3 | 15.4 | 21.9 |

### Estadísticas Mundial
| Año  | PJ | MPP  | %T2  | %3P  | %TL  | RPP | ROP | APP | ROB | TPP | PPP  | VAL  |
| ---- | -- | ---- | ---- | ---- | ---- | --- | --- | --- | --- | --- | ---- | ---- |
| 2002 | 9  | 30.0 | 64.6 | 33.3 | 68.4 | 7.8 | 2.2 | 2.4 | 0.4 | 2.2 | 19.1 | 20.0 |
| 2006 | 9  | 24.3 | 65.0 | 0.0  | 66.7 | 8.3 | 2.2 | 1.2 | 0.6 | 2.0 | 18.9 | 21.8 |
| 2014 | 7  | 27.3 | 68.9 | 27.3 | 78.4 | 5.9 | 1.9 | 1.4 | 0.4 | 1.9 | 20.0 | 19.9 |

### Estadísticas Juegos Olímpicos
| Año  | PJ | MPP  | %T2  | %3P   | %TL  | RPP | ROP | APP | ROB | TPP | PPP  | VAL  |
| ---- | -- | ---- | ---- | ----- | ---- | --- | --- | --- | --- | --- | ---- | ---- |
| 2004 | 7  | 32.4 | 64.9 | 33.3  | 73.2 | 7.3 | 1.6 | 1.1 | 0.6 | 1.9 | 22.4 | 21.0 |
| 2008 | 8  | 28.3 | 68.1 | 0.0   | 61.7 | 7.0 | 2.9 | 1.8 | 0.6 | 1.1 | 19.6 | 22.4 |
| 2012 | 8  | 28.3 | 61.9 | 31.3  | 77.3 | 7.6 | 1.6 | 2.9 | 0.4 | 1.3 | 19.1 | 26.5 |
| 2016 | 8  | 28.5 | 55.2 | 52.2  | 60.0 | 8.9 | 2.1 | 2.3 | 0.8 | 1.9 | 19.5 | 21.5 |
| 2021 | 4  | 13.5 | 44.2 | 100.0 | 66.7 | 4.8 | 1.3 | 1.0 | 0.0 | 0.8 | 6.5  | 10.3 |

## Estadísticas de su carrera en la ACB y Euroliga

### Estadísticas Liga ACB
|  | Denota temporadas en las que ganó la Liga ACB |

| Año     | Equipo       | PJ | MPP  | %TC  | %3P  | %TL  | RPP | APP | ROB | TPP | PPP  |
| ------- | ------------ | -- | ---- | ---- | ---- | ---- | --- | --- | --- | --- | ---- |
| 1998-99 | FC Barcelona | 4  | 6.0  | .750 | .250 | .060 | 1.0 | .5  | .3  | .8  | 3.0  |
| 1999-00 | FC Barcelona | 38 | 13.0 | .608 | .286 | .554 | 2.3 | .4  | .3  | .4  | 3.9  |
| 2000-01 | FC Barcelona | 39 | 25.0 | .590 | .369 | .649 | 5.8 | .9  | 1.3 | 1.3 | 12.4 |
| 2020-21 | FC Barcelona | 16 | 16.0 | .636 | .458 | .921 | 5.0 | 1.3 | .3  | .7  | 10.4 |
| Total   | Total        | 97 | 18.0 | .604 | .364 | .662 | 4.1 | .8  | .7  | .8  | 8.4  |

### Estadísticas Euroliga
| Año     | Equipo       | PJ | %TC  | %3P  | %TL  | RPP | APP | ROB | TPP | PPP  |
| ------- | ------------ | -- | ---- | ---- | ---- | --- | --- | --- | --- | ---- |
| 2000-01 | FC Barcelona | 6  | .694 | .500 | .738 | 6   | .7  | 0.8 | 0.7 | 18.5 |
| 2020-21 | FC Barcelona | 7  | .429 | .500 | .714 | 2.4 | 1   | .4  | 1.4 | 4.6  |
| Total   | Total        | 13 | .614 | .500 | .735 | 4.1 | .5  | .6  | .8  | 11   |

## Estadísticas de su carrera en la NBA

### Temporada regular
| Año      | Equipo      | PJ    | PT    | MPP  | %TC  | %3P  | %TL  | RPP  | APP | ROB | TPP | PPP  |
| -------- | ----------- | ----- | ----- | ---- | ---- | ---- | ---- | ---- | --- | --- | --- | ---- |
| 2001–02  | Memphis     | 82    | 79    | 36.7 | .518 | .200 | .709 | 8.9  | 2.7 | .5  | 2.1 | 17.6 |
| 2002–03  | Memphis     | 82    | 82    | 36.0 | .510 | .100 | .736 | 8.8  | 2.8 | .4  | 1.8 | 19.0 |
| 2003–04  | Memphis     | 78    | 78    | 31.5 | .482 | .267 | .714 | 7.7  | 2.5 | .6  | 1.7 | 17.7 |
| 2004–05  | Memphis     | 56    | 53    | 32.0 | .514 | .167 | .768 | 7.3  | 2.4 | .7  | 1.7 | 17.8 |
| 2005–06  | Memphis     | 80    | 80    | 39.2 | .503 | .250 | .689 | 8.9  | 4.6 | .6  | 1.9 | 20.4 |
| 2006–07  | Memphis     | 59    | 59    | 36.2 | .538 | .273 | .748 | 9.8  | 3.4 | .5  | 2.1 | 20.8 |
| 2007–08  | Memphis     | 39    | 39    | 36.7 | .501 | .267 | .819 | 8.8  | 3.0 | .4  | 1.4 | 18.9 |
| 2007–08  | L.A. Lakers | 27    | 27    | 34.0 | .589 | .000 | .789 | 7.8  | 3.5 | .5  | 1.6 | 18.8 |
| 2007–08  | Total       | 66    | 66    | 35.6 | .534 | .250 | .807 | 8.4  | 3.2 | .5  | 1.5 | 18.9 |
| 2008–09  | L.A. Lakers | 81    | 81    | 37.0 | .567 | .500 | .781 | 9.6  | 3.5 | .6  | 1.0 | 18.9 |
| 2009–10  | L.A. Lakers | 65    | 65    | 37.0 | .536 | .000 | .790 | 11.3 | 3.4 | .6  | 1.7 | 18.3 |
| 2010–11  | L.A. Lakers | 82    | 82    | 37.0 | .529 | .333 | .823 | 10.2 | 3.3 | .6  | 1.6 | 18.8 |
| 2011–12* | L.A. Lakers | 65    | 65    | 37.4 | .501 | .259 | .782 | 10.4 | 3.7 | .6  | 1.4 | 17.4 |
| 2012–13  | L.A. Lakers | 49    | 42    | 33.8 | .466 | .286 | .702 | 8.6  | 4.1 | .5  | 1.2 | 13.7 |
| 2013–14  | L.A. Lakers | 60    | 60    | 31.4 | .480 | .286 | .736 | 9.7  | 3.4 | .5  | 1.5 | 17.4 |
| 2014–15  | Chicago     | 78    | 78    | 34.4 | .494 | .462 | .803 | 11.8 | 2.7 | .3  | 1.9 | 18.5 |
| 2015–16  | Chicago     | 72    | 72    | 31.8 | .469 | .348 | .792 | 11.0 | 4.1 | .6  | 2.0 | 16.5 |
| 2016–17  | San Antonio | 64    | 39    | 25.4 | .502 | .538 | .707 | 7.8  | 2.3 | .4  | 1.1 | 12.4 |
| 2017–18  | San Antonio | 77    | 63    | 23.5 | .458 | .358 | .756 | 8.0  | 3.1 | .3  | 1.0 | 10.1 |
| 2018–19  | San Antonio | 27    | 6     | 12.2 | .466 | .500 | .711 | 4.7  | 1.9 | .2  | .5  | 4.2  |
| 2018–19  | Milwaukee   | 3     | 0     | 10   | .167 | .333 | .500 | 3.3  | .7  | 0   | .3  | 1.3  |
| 2018–19  | Total       | 30    | 6     | 12.0 | .447 | .462 | .700 | 4.6  | 1.7 | .2  | .5  | 3.9  |
| Total    | Total       | 1.226 | 1.150 | 33.5 | .507 | .369 | .754 | 9.2  | 3.2 | .5  | 1.6 | 17.1 |

- * Temporada del lock-out.

### Playoffs
|  | Denota temporadas en las que ganó el Campeonato de la NBA |

| Año   | Equipo      | PJ  | PT  | MPP  | %TC  | %3P   | %TL  | RPP  | APP | ROB | TPP | PPP  |
| ----- | ----------- | --- | --- | ---- | ---- | ----- | ---- | ---- | --- | --- | --- | ---- |
| 2004  | Memphis     | 4   | 4   | 33.5 | .571 | .000  | .900 | 5.0  | 2.5 | 1.0 | 1.5 | 18.5 |
| 2005  | Memphis     | 4   | 4   | 33.3 | .488 | 1.000 | .500 | 7.5  | 2.5 | .5  | 1.8 | 21.3 |
| 2006  | Memphis     | 4   | 4   | 39.5 | .433 | .000  | .767 | 6.8  | 3.0 | .5  | 1.2 | 20.3 |
| 2008  | L.A. Lakers | 21  | 21  | 39.8 | .530 | .000  | .692 | 9.3  | 4.0 | .5  | 1.9 | 16.9 |
| 2009  | L.A. Lakers | 23  | 23  | 40.5 | .580 | .000  | .714 | 10.8 | 2.5 | .8  | 2.0 | 18.3 |
| 2010  | L.A. Lakers | 23  | 23  | 39.7 | .539 | .000  | .759 | 11.1 | 3.5 | .4  | 2.1 | 19.6 |
| 2011  | L.A. Lakers | 10  | 10  | 35.8 | .420 | .500  | .800 | 7.8  | 3.8 | .4  | 1.7 | 13.1 |
| 2012  | L.A. Lakers | 12  | 12  | 37.0 | .434 | .400  | .828 | 9.5  | 3.7 | .5  | 2.1 | 12.5 |
| 2013  | L.A. Lakers | 4   | 4   | 36.5 | .481 | .000  | .545 | 11.5 | 6.3 | .5  | .8  | 14.0 |
| 2015  | Chicago     | 10  | 10  | 31.7 | .487 | .000  | .762 | 9.4  | 3.1 | .5  | 2.1 | 14.4 |
| 2017  | San Antonio | 16  | 7   | 22.8 | .439 | .333  | .708 | 7.1  | 1.9 | .4  | .9  | 7.7  |
| 2018  | San Antonio | 5   | 0   | 18.0 | .500 | .333  | .900 | 4.8  | 2.8 | .0  | .2  | 6.0  |
| Total | Total       | 136 | 122 | 35.5 | .508 | .297  | .741 | 9.2  | 3.2 | .5  | 1.7 | 15.4 |

### EstadísticasAll-Star Game de la NBA
| Año                          | Equipo   | PJ | PT | MPP  | %TC  | %3P  | %TL  | RPP | APP | ROB | TPP | PPP  |
| ---------------------------- | -------- | -- | -- | ---- | ---- | ---- | ---- | --- | --- | --- | --- | ---- |
| All-Star                     | All-Star | 6  | 1  | 19.3 | .565 | .000 | .846 | 8.7 | 1.2 | .7  | .7  | 10.5 |
| All-Star Game de la NBA 2006 | Oeste    | 1  | 0  | 14   | 0    | 0    | 0    | 12  | 1   | 0   | 0   | 0    |
| All-Star Game de la NBA 2009 | Oeste    | 1  | 0  | 17   | .714 | 0    | 100  | 8   | 1   | 1   | 1   | 14   |
| All-Star Game de la NBA 2010 | Oeste    | 1  | 0  | 20   | .555 | 0    | 100  | 6   | 0   | 1   | 0   | 13   |
| All-Star Game de la NBA 2011 | Oeste    | 1  | 0  | 24   | .615 | 0    | .50  | 7   | 2   | 0   | 2   | 17   |
| All-Star Game de la NBA 2015 | Este     | 1  | 1  | 26   | .714 | 0    | 0    | 12  | 2   | 1   | 1   | 10   |
| All-Star Game de la NBA 2016 | Este     | 1  | 0  | 15   | .428 | 0    | .75  | 7   | 1   | 1   | 0   | 9    |

### Votaciones para elAll-Star Game de la NBA
| Año  | Número de Votos | Elegido | Equipo             |
| ---- | --------------- | ------- | ------------------ |
| 2002 | (-)             | No      | Memphis Grizzlies  |
| 2003 | 230 285         | No      | Memphis Grizzlies  |
| 2004 | 329 218         | No      | Memphis Grizzlies  |
| 2005 | 250 844         | No      | Memphis Grizzlies  |
| 2006 | 662 916         | Sí      | Memphis Grizzlies  |
| 2007 | 364 459         | No      | Memphis Grizzlies  |
| 2008 | 206 408         | No      | Memphis Grizzlies  |
| 2009 | 948 301         | Sí      | Los Angeles Lakers |
| 2010 | 1 051 785       | Sí      | Los Angeles Lakers |
| 2011 | 1 100 772       | Sí      | Los Angeles Lakers |
| 2012 | 470 353         | No      | Los Angeles Lakers |
| 2013 | 310 845         | No      | Los Angeles Lakers |
| 2014 | 247 323         | No      | Los Angeles Lakers |
| 2015 | 974 177         | Sí      | Chicago Bulls      |
| 2016 | 566 988         | Sí      | Chicago Bulls      |
| 2017 | 214 387         | No      | San Antonio Spurs  |
| 2018 | 158 330         | No      | San Antonio Spurs  |
| 2019 | 71 195          | No      | San Antonio Spurs  |

### Balance victorias - derrotas

#### Temporada regular
673 victorias - 553 derrotas. Un porcentaje de partidos ganados del 54,9% (673 de 1226).
Ocupa el puesto 50.º en la lista de jugadores con más partidos ganados y el puesto 45.º en la lista de jugadores con más partidos perdidos.
| Europeos con más victorias - 1.º Dirk Nowitzki: 916 - 2.º Tony Parker: 892 - 3.º Vlade Divac: 711 - 4.º Detlef Schrempf: 701 - 5.º Pau Gasol: 673 | Europeos con más derrotas - 1.º Dirk Nowitzki: 606 - 2.º Pau Gasol: 553 - 3.º Zaza Pachulia: 553 - 4.º José Manuel Calderón: 518 - 5.º Boris Diaw: 442 |

** Jugadores en activo en la NBA.
Actualizado hasta el 10 de abril de 2019. Finalizada la temporada regular NBA 2018-19.

#### Playoffs
70 victorias - 66 derrotas. Un porcentaje de partidos ganados del 51,5% (70 de 136).
Ocupa el puesto 86.º en la lista de jugadores con más partidos ganados y el puesto 38.º en la lista de jugadores con más partidos perdidos.
| Europeos con más victorias - 1.º Tony Parker: 137 - 2.º Pau Gasol: 70 - 3.º Dirk Nowitzki: 69 - 4.º Boris Diaw: 66 - 5.º Toni Kukoč: 63 | Europeos con más derrotas - 1.º Tony Parker: 89 - 2.º Dirk Nowitzki: 76 - 3.º Pau Gasol: 66 - 4.º Vlade Divac: 61 - 5.º Detlef Schrempf: 60 |

** Jugadores en activo en la NBA.
Actualizado hasta el 13 de junio de 2019. Finalizada la temporada NBA 2018-19.

### Estadísticas históricas totales NBA
En este apartado se indicarán las estadísticas totales acumuladas a lo largo de su carrera en la NBA por Pau Gasol, tanto en la temporada regular como en playoffs, así como su posición en la clasificación histórica de cada una de ellas.
| - Puntos: 20 894 (Puesto 37.º) - Rebotes: 11 305 (Puesto 28.º) - Asistencias: 3925 (Puesto 121.º) - Robos: 606 - Tapones: 1941 (Puesto 21.º) - Partidos disputados: 1226 (Puesto 35.º) - Minutos jugados: 41 001 (Puesto 29.º) - Canastas anotadas: 7980 (Puesto 38.º) - Lanzamientos: 15 729 (Puesto 52.º) - Tiros libres anotados: 4755 (Puesto 41.º) - Tiros libres lanzados: 6311 (Puesto 35.º) - Balones perdidos: 2638 (Puesto 45.º) - Faltas personales cometidas: 2632 (Puesto 149.º) Actualizado hasta el 10 de abril de 2019. Finalizada la temporada regular NBA 2018-19. | - Puntos: 2098 (Puesto 53º) - Rebotes: 1246 (Puesto 32º) - Asistencias: 438 (Puesto 67º) - Robos: 71 (Puesto 181º) - Tapones: 233 (Puesto 14º) - Partidos disputados: 136 (Puesto 62º) - Minutos jugados: 4825 (Puesto 49º) - Canastas anotadas: 812 (Puesto 47º) - Lanzamientos: 1600 (Puesto 63º) - Tiros libres anotados: 463 (Puesto 58º) - Tiros libres lanzados: 625 (Puesto 51º) - Balones perdidos: 250 (Puesto 57º) - Faltas personales cometidas: 356 (Puesto 91º) Actualizado hasta el 13 de junio de 2019. Finalizada la temporada NBA 2018-19. |

### Estadísticas históricas totales de jugadores europeos NBA
En este apartado podrán consultarse las estadísticas totales acumuladas por los mejores jugadores europeos en las principales facetas del juego a lo largo de sus carreras, ya finalizadas o aún en activo, en la NBA, tanto durante la temporada regular como en playoffs, destacando en ellas la presencia de Pau Gasol como uno de los grandes jugadores europeos en la historia de la competición. Como aclaración, se incluyen solo aquellos jugadores con nacionalidad de un país europeo desde el momento de su nacimiento, no aquellos que sean de diferente origen y que hayan adquirido posteriormente dicha condición.

#### Temporada regular
| Puntos - 1.º Dirk Nowitzki: 31 560 - 2.º Pau Gasol: 20 894 - 3.º Tony Parker: 19 473 - 4.º Detlef Schrempf: 15 761 - 5.º Peja Stojakovic: 13 647 Rebotes - 1.º Dirk Nowitzki: 11 489 - 2.º Pau Gasol: 11 305 - 3.º Vlade Divac: 9326 - 4.º Detlef Schrempf: 7023 - 5.º Marcin Gortat: 6407 ** Asistencias - 1.º Tony Parker: 7036 - 2.º José Manuel Calderón: 5148 - 3.º Ricky Rubio: 5106 ** - 4.º Pau Gasol: 3925 - 5.º Detlef Schrempf: 3833 Tapones - 1.º Pau Gasol: 1941 - 2.º Vlade Divac: 1631 - 3.º Andrei Kirilenko: 1461 - 4.º Žydrūnas Ilgauskas: 1327 - 5.º Dirk Nowitzki: 1281 | Partidos disputados - 1.º Dirk Nowitzki: 1522 - 2.º Tony Parker: 1254 - 3.º Pau Gasol: 1226 - 4.º Detlef Schrempf: 1136 - 5.º Vlade Divac: 1134 Minutos jugados - 1.º Dirk Nowitzki: 51 368 - 2.º Pau Gasol: 41 001 - 3.º Tony Parker: 38 279 - 4.º Vlade Divac: 33 838 - 5.º Detlef Schrempf: 33 597 Canastas anotadas - 1.º Dirk Nowitzki: 11 169 - 2.º Pau Gasol: 7980 - 3.º Tony Parker: 7777 - 4.º Detlef Schrempf: 5400 - 5.º Rik Smits: 5301 Lanzamientos - 1.º Dirk Nowitzki: 23 734 - 2.º Tony Parker: 15 830 - 3.º Pau Gasol: 15 729 - 4.º Detlef Schrempf: 10 995 - 5.º Peja Stojakovic: 10 719 | Tiros libres anotados - 1.º Dirk Nowitzki: 7240 - 2.º Pau Gasol: 4755 - 3.º Detlef Schrempf: 4486 - 4.º Tony Parker: 3400 - 5.º Vlade Divac: 2888 Tiros libres lanzados - 1.º Dirk Nowitzki: 8239 - 2.º Pau Gasol: 6311 - 3.º Detlef Schrempf: 5585 - 4.º Tony Parker: 4525 - 5.º Vlade Divac: 4176 Balones perdidos - 1.º Tony Parker: 2865 - 2.º Pau Gasol: 2638 - 3.º Dirk Nowitzki: 2494 - 4.º Vlade Divac: 2470 - 5.º Detlef Schrempf: 2268 Faltas personales cometidas - 1.º Vlade Divac: 3609 - 2.º Dirk Nowitzki: 3601 - 3.º Detlef Schrempf: 3360 - 4.º Rik Smits: 3011 - 5.º Žydrūnas Ilgauskas: 2776 - 6.º Zaza Pachulia: 2738 - 7.º Pau Gasol: 2632 |

** Jugadores en activo en la NBA.
Actualizado hasta el 10 de abril de 2019. Finalizada la temporada regular NBA 2018-19.

#### Playoffs
| Puntos - 1.º Tony Parker: 4045 - 2.º Dirk Nowitzki: 3663 - 3.º Pau Gasol: 2098 - 4.º Rik Smits: 1537 - 5.º Vlade Divac: 1468 Rebotes - 1.º Dirk Nowitzki: 1446 - 2.º Pau Gasol: 1246 - 3.º Vlade Divac: 913 - 4.º Marc Gasol: 679 ** - 5.º Tony Parker: 666 Asistencias - 1.º Tony Parker: 1.143 - 2.º Pau Gasol: 438 - 3.º Boris Diaw: 382 - 4.º Dirk Nowitzki: 360 - 5.º Toni Kukoč: 317 Tapones - 1.º Pau Gasol: 233 - 2.º Vlade Divac: 165 - 3.º Marc Gasol: 129 ** - 4.º Dirk Nowitzki: 129 - 5.º Joakim Noah: 106 ** | Partidos disputados - 1.º Tony Parker: 226 - 2.º Dirk Nowitzki: 145 - 3.º Pau Gasol: 136 - 4.º Vlade Divac: 121 - 5.º Boris Diaw: 119 Minutos jugados - 1.º Tony Parker: 7758 - 2.º Dirk Nowitzki: 5895 - 3.º Pau Gasol: 4825 - 4.º Vlade Divac: 3728 - 5.º Detlef Schrempf: 3338 Canastas anotadas - 1.º Tony Parker: 1613 - 2.º Dirk Nowitzki: 1220 - 3.º Pau Gasol: 812 - 4.º Rik Smits: 623 - 5.º Vlade Divac: 541 Lanzamientos - 1.º Tony Parker: 3501 - 2.º Dirk Nowitzki: 2642 - 3.º Pau Gasol: 1600 - 4.º Rik Smits: 1230 - 5.º Vlade Divac: 1128 | Tiros libres anotados - 1.º Dirk Nowitzki: 1.074 - 2.º Tony Parker: 700 - 3.º Pau Gasol: 463 - 4.º Detlef Schrempf: 399 - 5.º Vlade Divac: 373 Tiros libres lanzados - 1.º Dirk Nowitzki: 1.204 - 2.º Tony Parker: 958 - 3.º Pau Gasol: 625 - 4.º Vlade Divac: 510 - 5.º Detlef Schrempf: 506 Balones perdidos - 1.º Tony Parker: 594 - 2.º Dirk Nowitzki: 328 - 3.º Vlade Divac: 260 - 4.º Pau Gasol: 250 - 5.º Detlef Schrempf: 225 Faltas personales cometidas - 1.º Vlade Divac: 439 - 2.º Tony Parker: 429 - 3.º Rik Smits: 419 - 4.º Dirk Nowitzki: 407 - 5.º Pau Gasol: 356 |

** Jugadores en activo en la NBA.
Actualizado hasta el 13 de junio de 2019. Finalizada la temporada NBA 2018-19.

### Triple-doble
Esta es la lista de triples-dobles (dobles dígitos en tres de estas cinco categorías: puntos, rebotes, asistencias, tapones o robos de balón), realizados durante su carrera NBA:
| #  | Temp.   | Equipo      | Rival        | Fecha      | PTS | REB | ASI | TAP | ROB |
| -- | ------- | ----------- | ------------ | ---------- | --- | --- | --- | --- | --- |
| 1  | 2005–06 | Memphis     | Seattle      | 08/03/2006 | 21  | 12  | 12  | 3   | 4   |
| 2  | 2006–07 | Memphis     | Utah         | 24/01/2007 | 17  | 13  | 12  | 2   | 1   |
| 3  | 2008–09 | Los Ángeles | Atlanta      | 17/02/2009 | 12  | 13  | 10  | 0   | 3   |
| 4  | 2010–11 | Los Ángeles | Portland     | 07/11/2010 | 20  | 14  | 10  | 2   | 0   |
| 5  | 2011–12 | Los Ángeles | Golden State | 18/04/2012 | 22  | 11  | 11  | 3   | 0   |
| 6  | 2012–13 | Los Ángeles | Golden State | 12/04/2013 | 26  | 11  | 10  | 0   | 0   |
| 7  | 2012–13 | Los Ángeles | Houston      | 17/04/2013 | 17  | 20  | 11  | 2   | 0   |
| 8  | 2012–13 | Los Ángeles | San Antonio  | 26/04/2013 | 11  | 13  | 10  | 0   | 0   |
| 9  | 2015–16 | Chicago     | Portland     | 27/02/2016 | 22  | 16  | 14  | 3   | 1   |
| 10 | 2015–16 | Chicago     | Milwaukee    | 07/03/2016 | 12  | 17  | 13  | 5   | 1   |
| 11 | 2017–18 | San Antonio | Sacramento   | 23/12/2017 | 14  | 11  | 10  | 0   | 0   |

|  | Partido de playoffs |

## Logros y reconocimientos

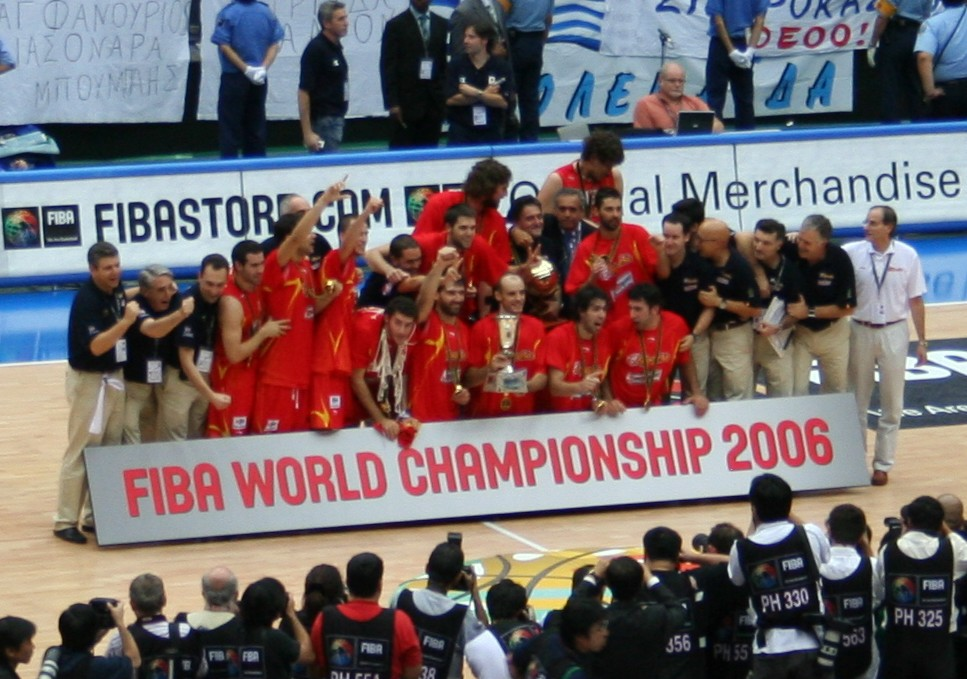
Pau y el resto de internacionales españoles, posando con el trofeo de campeones del Mundo 2006 en el Saitama Arena.

### Selección nacional
Absoluta
- Medalla de Plata en los Juegos Olímpicos de Pekín 2008.
- Medalla de Plata en los Juegos Olímpicos de Londres 2012.
- Medalla de Bronce en los Juegos Olímpicos de Río de Janeiro 2016
- Medalla de Oro en el Mundial de Japón 2006.
- Medalla de Oro en el Eurobasket de Polonia 2009.
- Medalla de Oro en el Eurobasket de Lituania 2011.
- Medalla de Oro en el Eurobasket de Francia, Alemania, Croacia y Letonia 2015.
- Medalla de Plata en el Eurobasket de Suecia 2003.
- Medalla de Plata en el Eurobasket de España 2007.
- Medalla de Bronce en el Eurobasket de Turquía 2001.
- Medalla de Bronce en el Eurobasket de Rumania, Israel, Finlandia y Turquía 2017.

Júnior
- Medalla de Oro en el Torneo Albert Schweitzer, Mannheim, (Alemania), 1998.
- Medalla de Oro en el EuroBasket Sub-18 de Varna 1998.
- Medalla de Oro en el Mundial Sub-19 de Lisboa 1999.
- Medalla de Bronce en el EuroBasket Sub-20 de Ohrid 2000.

### Clubes
Los Angeles Lakers
- 2 veces Campeón de la NBA: 2009 y 2010.
- 5 veces Campeón de la División Pacífico de la NBA: 2008, 2009, 2010, 2011 y 2012.

FC Barcelona
- 3 veces Campeón de la Liga ACB: 1999, 2001 y 2021
- 1 vez Campeón de la Copa del Rey: 2000/01.
- 1 vez Campeón de España Júnior: 1997/98.

### Logros individuales y premios
ACB
- MVP Final Liga ACB: 2000-01.
- MVP Copa del Rey: 2000-01.

Euroliga
- Segundo Quinteto Ideal de la Euroliga: 2000-01.

Internacional
- MVP Copa del Mundo: 2006.
- MVP Eurobasket: 2009 y 2015
- Quinteto Ideal del Mundial: 2006 y 2014.
- Quinteto Ideal del Eurobasket: 2001, 2003, 2007, 2009, 2011 y 2015
- Máximo reboteador del Eurobasket 2001 (9,8 reb por partido).
- Máximo taponador de la historia de los Juegos Olímpicos.
- Máximo anotador del Eurobasket 2003 con 155 puntos (25,83 por partido).
- Máximo anotador y taponador del Eurobasket 2009.
- Máximo anotador y taponador del Eurobasket 2015
- Máximo anotador y taponador de los Juegos Olímpicos de Atenas 2004 (22,42 puntos y 1,85 tapones)
- Máximo anotador de los Juegos Olímpicos de Pekín 2008 (19,6 puntos)
- Máximo anotador, reboteador, taponador y líder en eficiencia y dobles dobles de los Juegos Olímpicos de Río de Janeiro 2016 (156 puntos, 71 rebotes, 15 tapones, 185 de eficiencia y 3 dobles-dobles)
- Con siete medallas en 7 participaciones, tiene el récord de medallas en Eurobasket, empatado con el soviético Serguéi Belov y con el yugoslavo Kresimir Cosic.

NBA
- Elegido el número 3 en el Draft de la NBA de 2001 por Atlanta Hawks.
- Elegido Rookie del Año de la NBA de la temporada 2001-02 de la NBA.
- Elegido Mejor quinteto de rookies de la NBA: 2002.
- Elegido para jugar el All-Star 2002 en Filadelfia con los rookies.
- Elegido para jugar el All-Star 2003 en Atlanta con los sophomores.
- Elegido por primera vez para jugar el All-Star 2006 en Houston con la Conferencia Oeste, siendo el máximo reboteador del partido al capturar 12 rebotes en tan solo 14 minutos.
- Elegido por segunda vez para jugar el All-Star 2009 en Phoenix con la Conferencia Oeste, donde sumó 14 puntos y 8 rebotes.
- Elegido por tercera vez para jugar el All-Star 2010 en Dallas con la Conferencia Oeste, logrando 13 puntos y 6 rebotes.
- Elegido por cuarta vez para jugar el All-Star 2011 en Los Ángeles con la Conferencia Oeste, sumando 17 puntos y 7 rebotes.
- Elegido por quinta vez para jugar el All-Star 2015 en Nueva York con la Conferencia Este, por primera vez como titular y protagonizando el salto inicial con su hermano Marc Gasol, primeros hermanos en ser titulares en este evento. Alcanzó un doble-doble de 10 puntos y 12 rebotes.
- Elegido por sexta vez para jugar el All-Star 2016 en Toronto con la Conferencia Este supliendo la baja de su compañero Jimmy Butler. Logró 9 puntos y 7 rebotes.
- Anotó 44 puntos, su récord personal hasta ese momento, en el partido de los Grizzlies ante Seattle el 28 de marzo de 2006.
- Anotó 46 puntos, el máximo de su carrera hasta la actualidad, en el partido de los Bulls ante Milwaukee el 10 de enero de 2015. En ese partido consiguió además atrapar 18 rebotes, culminando así una actuación estelar.
- Primer triple-doble (un mínimo de 10 en tres apartados diferentes del juego) en la NBA contra Seattle con 21 puntos, 12 rebotes, 12 asistencias, 4 robos y 3 tapones.
- Elegido por primera vez MVP de la semana de la Conferencia Oeste de la NBA en la temporada 2004-05 (23,5 puntos, 7,7 rebotes, 3,3 asistencias).
- Elegido por segunda vez MVP de la semana de la Conferencia Oeste de la NBA en la temporada 2005-06 (26,3 puntos, 7,7 rebotes, 5,7 asistencias y 2,33 tapones).
- Elegido por tercera vez MVP de la semana de la Conferencia Oeste de la NBA en la temporada 2005-06 (26,8 puntos, 10,8 rebotes, 4,5 asistencias y 2,75 tapones).
- Elegido por cuarta vez MVP de la semana de la Conferencia Oeste de la NBA en la temporada 2008-09 (26 puntos, 13,9 rebotes).
- Elegido por quinta vez MVP de la semana de la Conferencia Oeste de la NBA en la temporada 2008-09 (20,3 puntos, 10,8 rebotes, 6,5 asistencias y 1,0 tapón)
- Elegido por sexta vez MVP de la semana de la Conferencia Oeste de la NBA en la temporada 2009-10 (24,8 puntos, 11,8 rebotes, 3,4 asistencias y 1,0 tapón)
- Elegido por séptima vez MVP de la semana de la Conferencia Oeste de la NBA en la temporada 2010-11 (25,3 puntos, 10,3 rebotes, 5,0 asistencias y 2,0 tapones)
- Elegido por primera vez MVP del mes (febrero) de la Conferencia Oeste de la NBA en la temporada 2008-09 (20,9 puntos, 10,9 rebotes, 4,8 asistencias).
- Integrante del Segundo Mejor quinteto de la NBA de la temporada 2010-11 y 2014-15.
- Integrante del Tercer Mejor quinteto de la NBA de las temporadas 2008-09 y 2009-10.

Reconocimientos

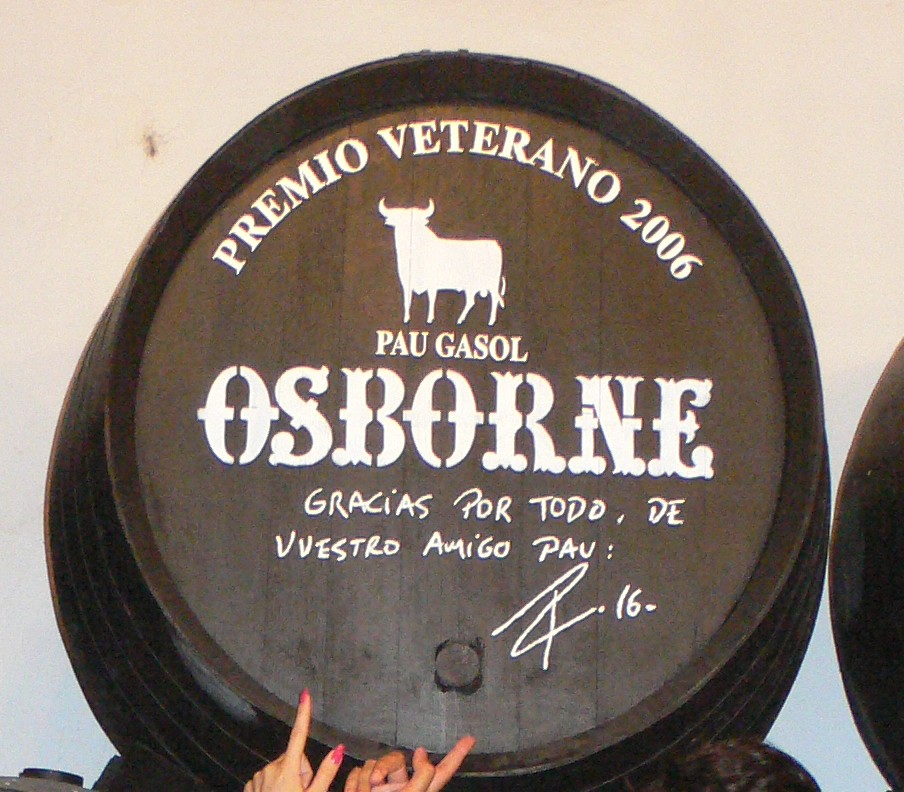
Barril firmado por Pau.

- Elegido "Catalán del Año 2001" por el diario El Periódico.[193]
- Elegido "Mejor Deportista Español del Año 2001" por el diario Mundo Deportivo.[194]
- Elegido "Mejor jugador del Año 2008" por el diario La Gazzetta dello Sport.
- Elegido "Mr. Europa" (2): 2004 y 2009.
- En 2010 fue elegido como el decimoquinto atleta más inteligente por The Sporting News.[195]
- NBA Community Assist Award (2012).
- Galardonado con el "Euroscar Award" (conocido como el Óscar al mejor jugador de baloncesto europeo) (4): 2008, 2009, 2010 y 2015.
- Elegido "Mejor jugador europeo FIBA" (2): 2008 y 2009.
- Elegido "Mejor Ciudadano" de la NBA en la temporada 2011-12 por su participación en diversas obras benéficas
- Elegido mejor ala-pívot de la historia de los Grizzlies por la ESPN, incluido así en el quinteto ideal de los mismos.
- Galardonado con el "Magic Johnson Award" de la NBA en la temporada 2014-15, otorgado por la PBWA, por aunar la calidad deportiva con un correcto trato con los medios.[196]
- Galardonado con el "NBPA Global Impact Player 2015" que le reconoce como el jugador con mayor impacto global de la NBA.[77]
- Galardonado junto a su hermano Marc Gasol con el Premio de Especial Reconocimiento de la Estrategia NAOS por la labor que desempeñan a través de la Fundación Gasol para combatir la obesidad infantil.[163]
- El día de su retirada deportiva, Los Angeles Lakers anunciaron la retirada de su dorsal #16.[107]
- Gigante Leyenda (2022).[18]
- Medalla al Mérito Deportivo de la ciudad de Zaragoza (2022).[197]
- Su dorsal #16 fue retirado por Los Angeles Lakers (2023).[20]
- Basketball Hall of Fame (2023).[113]
- Hall of Fame del Baloncesto Español (2023).[117]
- Salón de la Fama FIBA (2025).[118]

| Predecesor: Mike Miller | Rookie del Año de la NBA 2001-02 | Sucesor: Amar'e Stoudemire |

### Condecoraciones
| Distinción                                                     | Año  |
| -------------------------------------------------------------- | ---- |
| Medalla de Oro - Real Orden del Mérito Deportivo               | 2007 |
| Medalla de Oro al Mérito en el Trabajo                         | 2017 |
| Gran Cruz de la Real Orden del Mérito Deportivo                | 2021 |
| Creu de Sant Jordi                                             | 2021 |
| Galardón                                                       | Año  |
| Premio Nacional del Deporte «Mejor deportista español del año» | 2001 |
| Premio Princesa de Asturias de los Deportes                    | 2015 |

| Predecesor: Maratón de Nueva York Estados Unidos | 29.º Premio Princesa de Asturias de los Deportes compartido con Marc Gasol 2015 | Sucesor: · Javier Gómez Noya · España     |
| Predecesor: David Cal Pekín 2008                 | Abanderado de España en los JJOO de verano Londres 2012                         | Sucesor: Rafael Nadal Río de Janeiro 2016 |